# Storia del Vittoriano

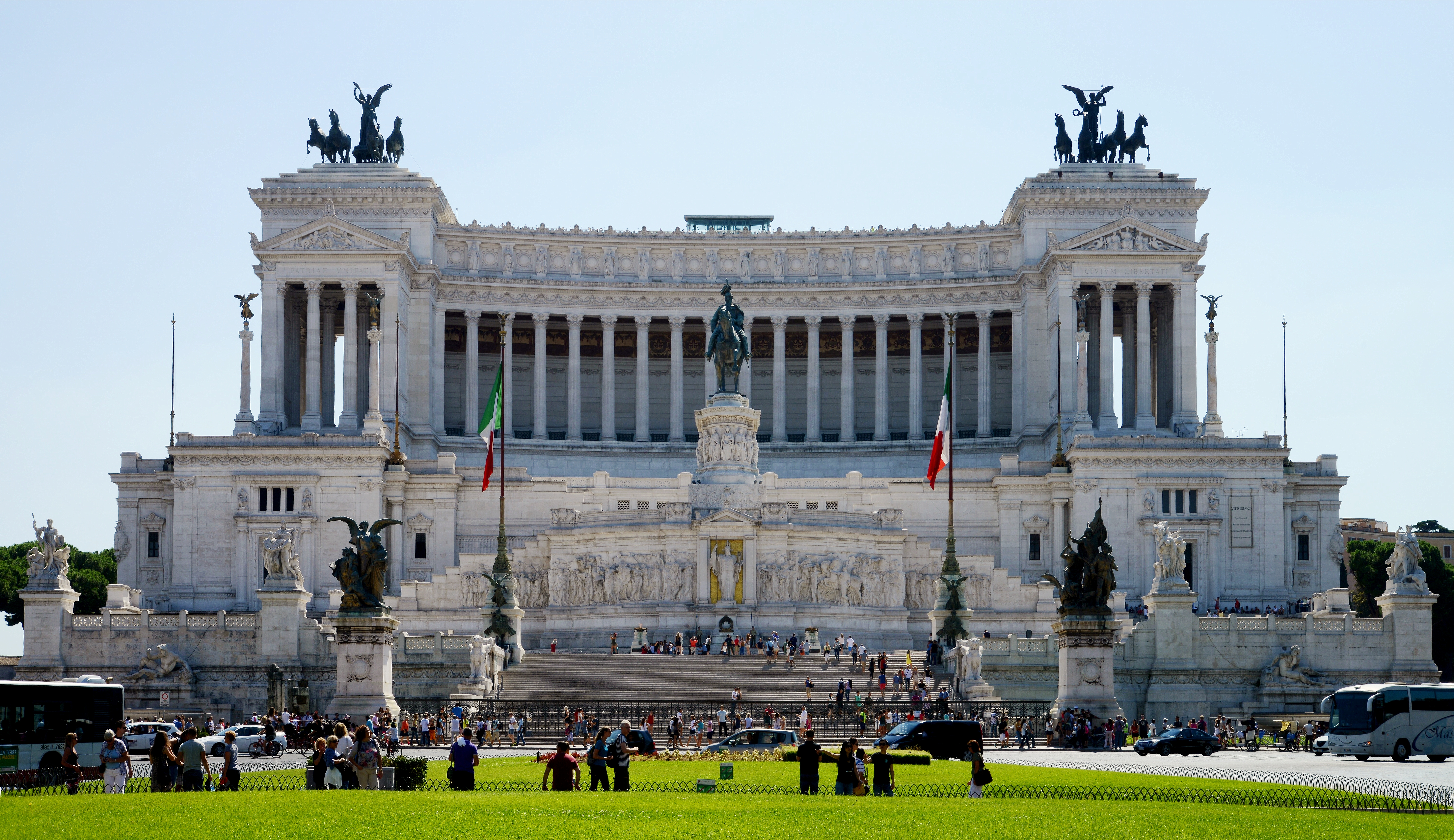
Il Vittoriano visto da piazza Venezia. In primo piano la siepe dalla foggia e dai colori della bandiera d'Italia che è situata al centro della piazza

La storia del Vittoriano, complesso monumentale nazionale italiano situato a Roma in piazza Venezia sul versante settentrionale del colle del Campidoglio, inizia nel 1878 quando venne deciso di erigere nella capitale un monumento permanente intitolato a Vittorio Emanuele II di Savoia, primo re d'Italia dell'epoca moderna, che portò a compimento il processo di unificazione italiana, tant'è che viene indicato dalla storiografia come "Padre della Patria".
Nel 1880, per la costruzione del monumento, fu bandito un primo concorso internazionale, vinto dal francese Henri-Paul Nénot, al quale però non fece seguito una fase attuativa del progetto. A questo primo tentativo seguì nel 1882 un secondo concorso, vinto da Giuseppe Sacconi, che divenne poi l'architetto progettista del Vittoriano. La prima pietra del monumento fu posta solennemente da re Umberto I di Savoia nel 1885. Per erigerlo fu necessario procedere, fra il 1885 e il 1888, a numerosi espropri e demolizioni di edifici preesistenti nella zona adiacente al Campidoglio, effettuati grazie a un preciso programma stabilito dal governo guidato da Agostino Depretis.
Il complesso monumentale venne inaugurato da re Vittorio Emanuele III di Savoia il 4 giugno 1911, in occasione degli eventi collegati all'Esposizione nazionale, durante le celebrazioni del 50º anniversario dell'Unità d'Italia. Nel 1921 una parte del monumento, l'Altare della Patria, originariamente ara della dea Roma, fu scelta per accogliere le spoglie del Milite Ignoto, la cui salma fu tumulata il 4 novembre con una cerimonia a cui partecipò un'immensa folla. Gli ultimi lavori di completamento dell'opera ebbero luogo nel 1935, con la realizzazione del Museo centrale del Risorgimento, che fu inaugurato e aperto al pubblico decenni dopo, nel 1970.
Con l'avvento del fascismo (1922) il Vittoriano diventò uno dei palcoscenici del regime guidato da Benito Mussolini. Con la caduta del fascismo (25 luglio 1943) e la fine della seconda guerra mondiale (2 settembre 1945), da cui conseguì il referendum del 2 giugno 1946, dopo il quale fu proclamata la Repubblica Italiana, il Vittoriano, svuotato dai contenuti militareschi che gli erano stati associati dal fascismo, tornò alla precedente funzione ridiventando – grazie al richiamo della figura di Vittorio Emanuele II di Savoia e alla realizzazione dell'Altare della Patria – un tempio laico dedicato metaforicamente all'Italia libera e unita e celebrante – in virtù della tumulazione del Milite Ignoto – il sacrificio per la patria e per gli ideali ad essa collegati. 
Negli anni sessanta del XX secolo iniziò un lento disinteresse degli italiani nei confronti del Vittoriano: quest'ultimo non era infatti più visto come uno dei simboli dell'identità nazionale, ma come un ingombrante monumento rappresentante un'Italia sorpassata dalla storia.
Fu il Presidente della Repubblica Italiana Carlo Azeglio Ciampi, all'inizio del XXI secolo, a iniziare un'opera di valorizzazione e di rilancio dei simboli patri italiani, Vittoriano compreso. Grazie a Ciampi, il Vittoriano tornò ad essere il luogo più importante dove vengono organizzati gli eventi più ricchi di simbolismo nazionale. L'iniziativa di Ciampi è stata continuata dai suoi successori.

## Le premesse

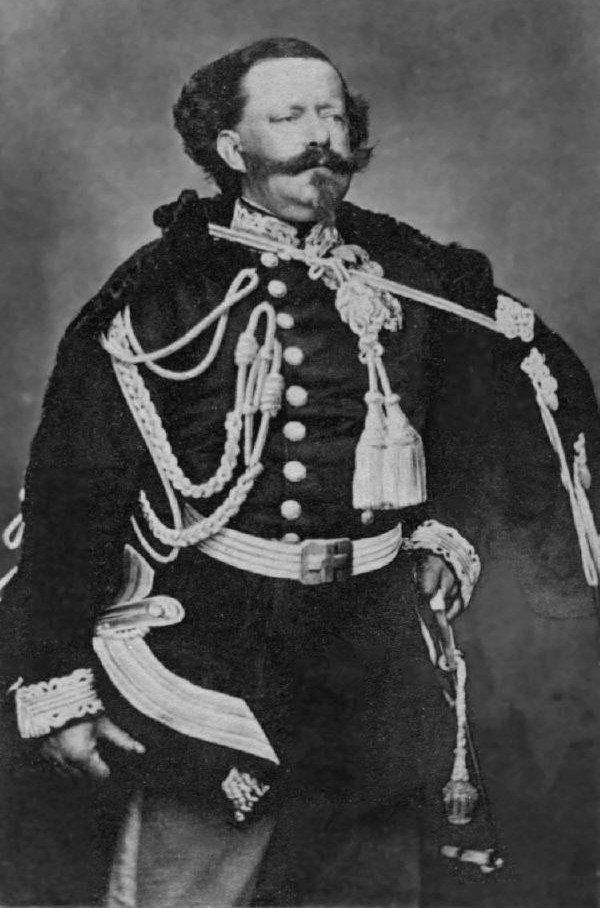
Vittorio Emanuele II di Savoia, primo re dell'Italia unita, a cui è dedicato il Vittoriano

Dopo la morte di Vittorio Emanuele II di Savoia, che avvenne il 9 gennaio 1878, furono molte le iniziative destinate ad innalzare un monumento permanente che celebrasse il primo re dell'Italia unita, ovvero a colui che portò a compimento il processo di unificazione italiana e la liberazione dalla dominazione straniera, tant'è che viene indicato dalla storiografia come "Padre della Patria", anche grazie all'opera politica del presidente del Consiglio dei ministri del Regno di Sardegna Camillo Benso, conte di Cavour e al contributo militare di Giuseppe Garibaldi. L'obiettivo era quindi quello di commemorare l'intera stagione risorgimentale tramite uno dei suoi protagonisti.
Il primo atto ufficiale destinato alla costruzione di un monumento dedicato a Vittorio Emanuele II di Savoia fu una delibera del consiglio comunale di Roma datata 10 gennaio 1878. In questo atto venne deciso di stanziare centomila lire e di costituire una sottoscrizione nazionale il cui obiettivo sarebbe stato quello di una raccolta fondi destinata a erigere un monumento permanente intitolato a Vittorio Emanuele II di Savoia da costruire a Roma.
A questa iniziativa seguì, il 26 marzo 1878, un disegno di legge depositato alla Camera dei deputati del Regno d'Italia dal parlamentare Francesco Perroni Paladini con lo stesso obiettivo. Il 4 aprile il governo recepì questa indicazione nella persona di Giuseppe Zanardelli, ministro dell'interno del Regno d'Italia, che depositò in Consiglio dei ministri un disegno di legge analogo.
La proposta di legge di Zanardelli fu approvata dal Parlamento del Regno d'Italia il 16 maggio 1878 con 211 voti favorevoli e 10 voti contrari. Uno stralcio di questo atto normativo, che fu il primo passo formale indirizzato all'innalzamento del monumento, recita:
(Legge n°115 del 16 maggio 1878)

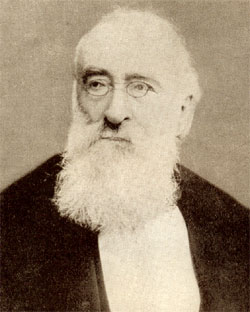
Agostino Depretis, più volte presidente del Consiglio dei ministri del Regno d'Italia

La legge non specificava la tipologia di monumento, né individuava il luogo di Roma dove sarebbe sorto, visto che delegava la decisione su questi aspetti a un'apposita commissione che sarebbe stata presieduta dal presidente del Consiglio dei ministri e formata da nove senatori, nove deputati, dal sindaco di Roma nonché dal ministro della pubblica istruzione e da quello dei lavori pubblici.
Il lavoro di questa commissione portò il presidente del Consiglio dei ministri a presentare alla Camera dei deputati, il 14 giugno 1879, il progetto esecutivo del monumento. Quest'ultimo specificava i dettagli dell'iniziativa: si sarebbe bandito un concorso pubblico internazionale; i fondi pubblici destinati all'opera sarebbero stati pari a otto milioni di lire (a questi poi si sarebbe aggiunto il denaro raccolto da una sottoscrizione popolare aperta a tutti gli italiani, anche a quelli che si erano trasferiti all'estero durante l'emigrazione italiana di fine XIX secolo e di inizio XX secolo); il monumento sarebbe sorto nella piazza delle Terme di Diocleziano; il tipo di costruzione sarebbe stato un arco trionfale; i significati allegorici che avrebbe dovuto comunicare sarebbero stati "indipendenza", "unità" e "libertà"; avrebbe dovuto descrivere, tramite opere architettoniche e artistiche, la storia del Risorgimento.
Tutte le decisioni importanti della commissione furono contestate: quelle concernenti la modalità decisa per il bando (la valenza internazionale del concorso, che avrebbe dato la possibilità di vittoria ad artisti stranieri: ciò si mal conciliava, secondo alcuni, con il carattere nazionale dell'erigendo monumento), il tipo di monumento scelto e il luogo dove sarebbe sorto. La caduta del governo di Agostino Depretis, il 14 luglio 1879, causò il temporaneo rinvio del progetto; quest'ultimo venne ripreso nel marzo del 1880 dopo le elezioni politiche del maggio dello stesso anno.
Fu istituita una nuova commissione, che decise di togliere ogni vincolo dal bando, che sarebbe stato comunque internazionale: quest'ultimo, infatti, non specificava più né il luogo dove sarebbe sorto il monumento (le scelte possibili erano: piazza di Termini (la moderna "piazza dei Cinquecento"), piazza Vittorio Emanuele II, il colle del Pincio, il rione Prati o il colle del Campidoglio) né il tipo di costruzione da realizzare (le possibilità erano: statue, archi trionfali, pantheon, archi semplici e/o piazze monumentali). Questa proposta fu poi approvata dal parlamento.

## Il primo concorso

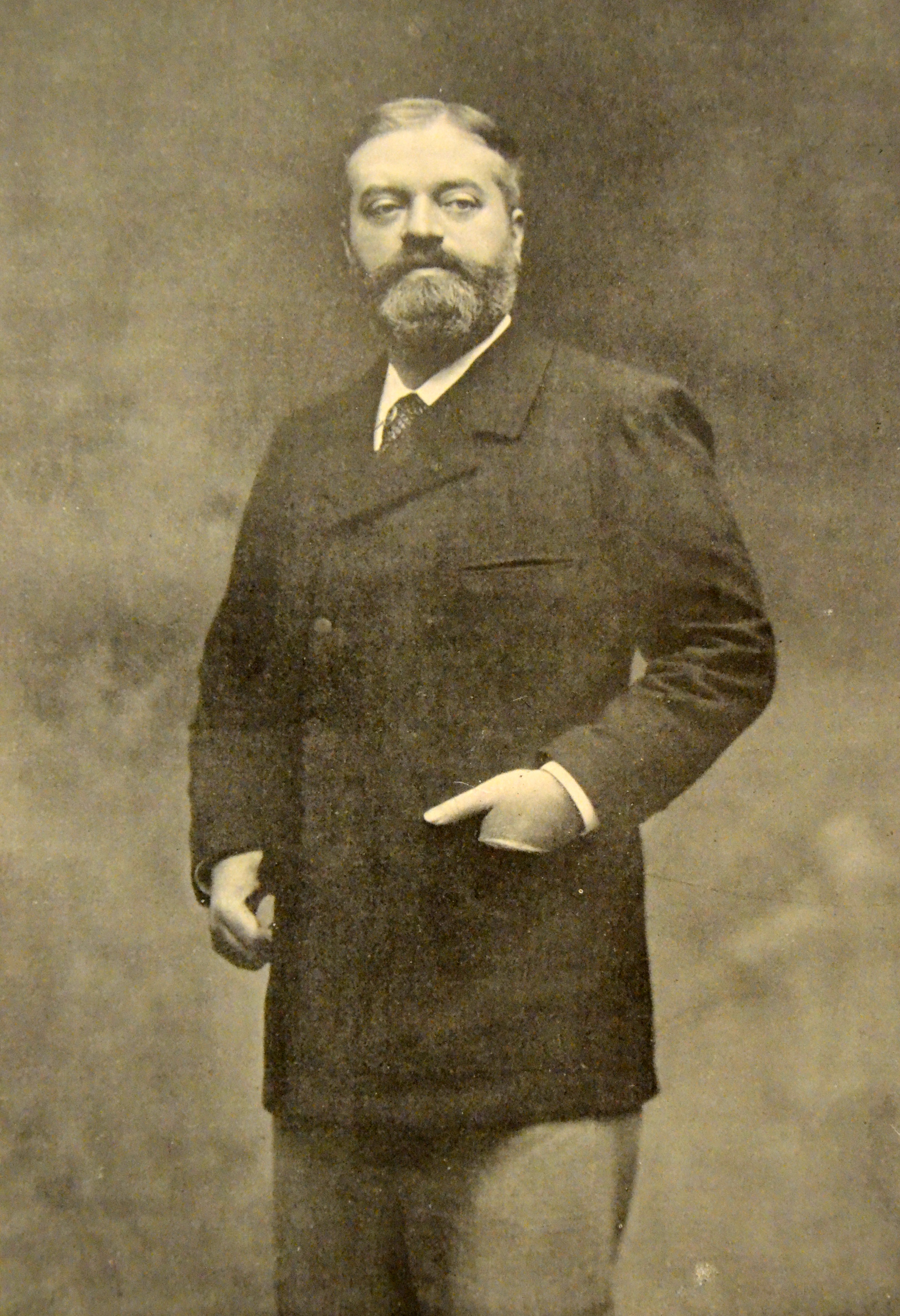
Henri-Paul Nénot, vincitore del primo concorso, che fu poi annullato

Il 13 settembre 1880 fu istituita la "Commissione Reale per il Monumento a Vittorio Emanuele II" che bandì, il 23 settembre dello stesso mese, un concorso internazionale a cui poi parteciparono trecentoundici concorrenti. Tutti i progetti furono esposti al pubblico il 15 dicembre 1881 al Museo agrario di Santa Susanna.
Il concorso fu vinto dal francese Henri-Paul Nénot, al quale però non fece seguito una fase attuativa del progetto. L'idea di Nénot era quella di costruire un arco trionfale a tre fornici lungo via Nazionale all'imbocco di piazza di Termini (Nénot scelse questo luogo perché era uno degli "ingressi" più frequentati a Roma, vista la vicinanza della stazione ferroviaria di Termini): qui sarebbe dovuto sorgere una gradinata contornata da otto statue, nel cui centro era presente una statua di Vittorio Emanuele II di Savoia, ritratto in piedi e con il braccio alzato. Nel piazzale sarebbero state collocate anche quattro fontane.
Fu deciso di non dare seguito al progetto per vari motivi. Le accese polemiche sul fatto che il vincitore fosse, per un monumento rappresentante una figura di spicco della storia italiana, uno straniero; il fatto che l'idea di Nénot fosse, come scoperto solo in seguito, una versione lievemente aggiornata di un suo precedente progetto per un'università francese che realizzò nel 1877. A questo si aggiunse la tensione dovuta al cosiddetto "schiaffo di Tunisi", ovvero all'occupazione della Tunisia proprio ad opera della Francia, nazione di origine di Nénot.
Altro motivo della mancata realizzazione del progetto di Nénot fu la troppa libertà concessa agli artisti nella scelta del luogo di edificazione e della tipologia del monumento da realizzare, linee guida che avevano portato a un fiorire di proposte architettoniche troppo differenti tra loro (in totale furono 293 i progetti depositati). Si andava da monumenti molto semplici formati da colonne monumentali e statue equestri, a edifici complessi e di grandi dimensioni.
Secondi classificati furono Ettore Ferrari e Pio Piacentini, che realizzarono una proposta redatta in collaborazione che piacque molto, la quale prevedeva la costruzione di un monumento sul versante settentrionale del colle del Campidoglio, ovvero quello su cui sorge la basilica di Santa Maria in Aracoeli. Il progetto di Ferrari-Piacentini prevedeva un monumento da costruire a fianco della citata basilica nella forma di un'imponente costruzione in marmo contraddistinta da gradinate ascendenti, con un maestoso colonnato sulla sua sommità e con una statua di Vittorio Emanuele II di Savoia seduto su un trono, che sarebbe stata il centro del complesso architettonico. Questo progetto, come si può notare, è stato quello in seguito realizzato con la costruzione del Vittoriano, che ha proprio tali caratteristiche, con le varianti del caso (la posa del re sarà poi a cavallo e non su un trono).

## Il secondo concorso

### La fase propedeutica

Pio Piacentini, che realizzò, insieme a Ettore Ferrari, il progetto del Vittoriano che ispirò il bando del secondo concorso

Visto che la troppa libertà concessa dal bando aveva portato all'insuccesso del primo concorso, fu deciso di bandirne un secondo che avrebbe stabilito, stavolta, sia il luogo di edificazione, sia le caratteristiche precise della costruzione.
Il dibattito preliminare all'indizione del secondo concorso fu dominato dalla scelta del luogo dove far sorgere il monumento: il colle del Campidoglio, soluzione preferita fin dall'inizio della discussione, la piazza di Termini, che era al confine tra il centro storico di Roma ed edifici più recenti ("fra la vecchia e la nuova Roma", com'è riportato sui verbali della commissione) oppure l'ampliamento e la modifica del Pantheon e dell'adiacente piazza della Rotonda con la costruzione di nuovi edifici monumentali. Nel dibattito fu anche proposta, se il Vittoriano fosse stato costruito sul Campidoglio, la demolizione del preesistente Palazzo Senatorio a raso del sottostante Tabularium, che avrebbe fatto da fondamenta al monumento dedicato a Vittorio Emanuele II: quest'ultimo avrebbe così dominato i Fori Imperiali.
Nel progetto arrivato secondo nel primo concorso, stilato da Ettore Ferrari e Pio Piacentini, la localizzazione prescelta era il Campidoglio; quest'idea era piaciuta alla maggior parte dei membri della Commissione Reale. Il Vittoriano, simbolo monumentale della storia risorgimentale, con questa scelta, si sarebbe infatti innestato sulla storia dell'antica Roma, vista la presenza dei già citati Palazzo Senatorio e Tabularium, che fanno di questo colle di Roma uno dei più rappresentativi dell'antichità romana, visto che entrambi sono infatti il simbolo del potere di Roma (da essi deriva l'altro appellativo con cui è conosciuto il Campidoglio: "Monte Capitolino", ovvero relativo al centro politico e amministrativo rappresentato dalla "capitale") visto che ospitarono gli archivi pubblici di Stato, ovvero gli atti pubblici più importanti dell'antica Roma, dai decreti del Senato romano ai trattati di pace.
Inoltre la mole del Vittoriano, dato che sarebbe stato costruito nel centro storico di Roma, avrebbe rivaleggiato, anche da un punto di vista "laico-spirituale", con i monumenti della Roma dei papi: era infatti ancora molto viva l'avversione contro la Roma papalina, e tutti i suoi edifici, che era rappresentata da papa Pio IX, pontefice che si mise in decisa contrapposizione con il neonato Regno d'Italia portando alla recrudescenza della questione romana.

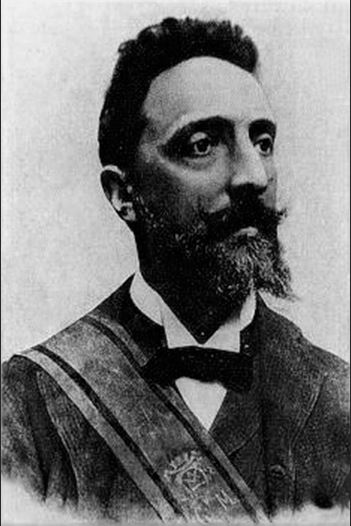
Ettore Ferrari, che realizzò, insieme a Pio Piacentini, il progetto del Vittoriano che ispirò il bando del secondo concorso

La commissione decise comunque di esaminare approfonditamente il problema del luogo nominando, l'8 giugno 1882, tre sottocommissioni che avrebbero dovuto esaminare le tre proposte oggetto della discussione: il colle del Campidoglio, il Pantheon e la piazza della stazione Termini. Le conclusioni delle tre assemblee furono discusse tra il 10 e il 12 giugno 1882 dalla commissione reale. Durante il dibattito fu fatto notare, dati alla mano, che la soluzione al colle del Campidoglio aveva un ulteriore pregio: la superficie su cui costruire il monumento. Demolendo anche il convento francescano dell'Ara Coeli, già di proprietà comunale in seguito alla soppressione degli ordini religiosi, che avvenne il 20 ottobre 1873, si sarebbe arrivati, sul colle del Campidoglio, a 7 008 000 metri quadrati, una superficie grandemente superiore a quella disponibile in piazza della stazione Termini oppure nei pressi del Pantheon.
Altra accesa discussione che ebbe luogo prima dell'indizione del concorso fu quella relativa ai costi: la realizzazione del monumento sul Campidoglio, la preferita, era molto più costosa, per via degli espropri, rispetto a quella pensata nel piazzale della stazione di Termini. Il costo totale dell'opera, per il monumento realizzato sul Campidoglio, esclusi gli espropri, raggiungeva infatti i nove milioni di lire (un milione proveniente dalla sottoscrizione popolare a cui dovevano essere aggiunti ben otto milioni di denaro pubblico).
Il dibattito continuò fino alla votazione del 12 giugno 1882 quando fu deciso, con 9 voti favorevoli e 6 voti contrari, la scrematura della discussione su soli due luoghi: il Campidoglio e il piazzale della stazione Termini. I lavori della commissione reale ripresero poi il 16 settembre 1882. Nell'occasione la situazione di stallo che si era creata venne risolta da Agostino Depretis, presidente del Consiglio dei ministri, che propose con decisione la soluzione che prevedeva la costruzione del monumento sul colle del Campidoglio. Agostino Depretis, a tal proposito, dichiarò:
(Agostino Depretis)
La commissione reale approvò poi all'unanimità la proposta di Depretis.
Il 16 settembre 1882 la commissione quindi bandì un secondo concorso, molto più preciso del precedente e aperto solo ad artisti italiani, che specificava anche il luogo di costruzione, il colle del Campidoglio, ovvero uno dei colli di Roma più ricchi di simbolismo nazionale, e la tipologia generale di edificio, che avrebbe dovuto rivaleggiare, per la sua grandiosità, con le più importanti costruzione realizzate dagli antichi Romani e dai papi: un monumento la cui tipologia si ispirasse al progetto di Ettore Ferrari e Pio Piacentini, ovvero un'imponente costruzione in marmo contraddistinta da gradinate ascendenti, con un ampio e maestoso colonnato sulla sua sommità, e con una statua equestre di Vittorio Emanuele II di Savoia al centro.

### L'indizione del concorso

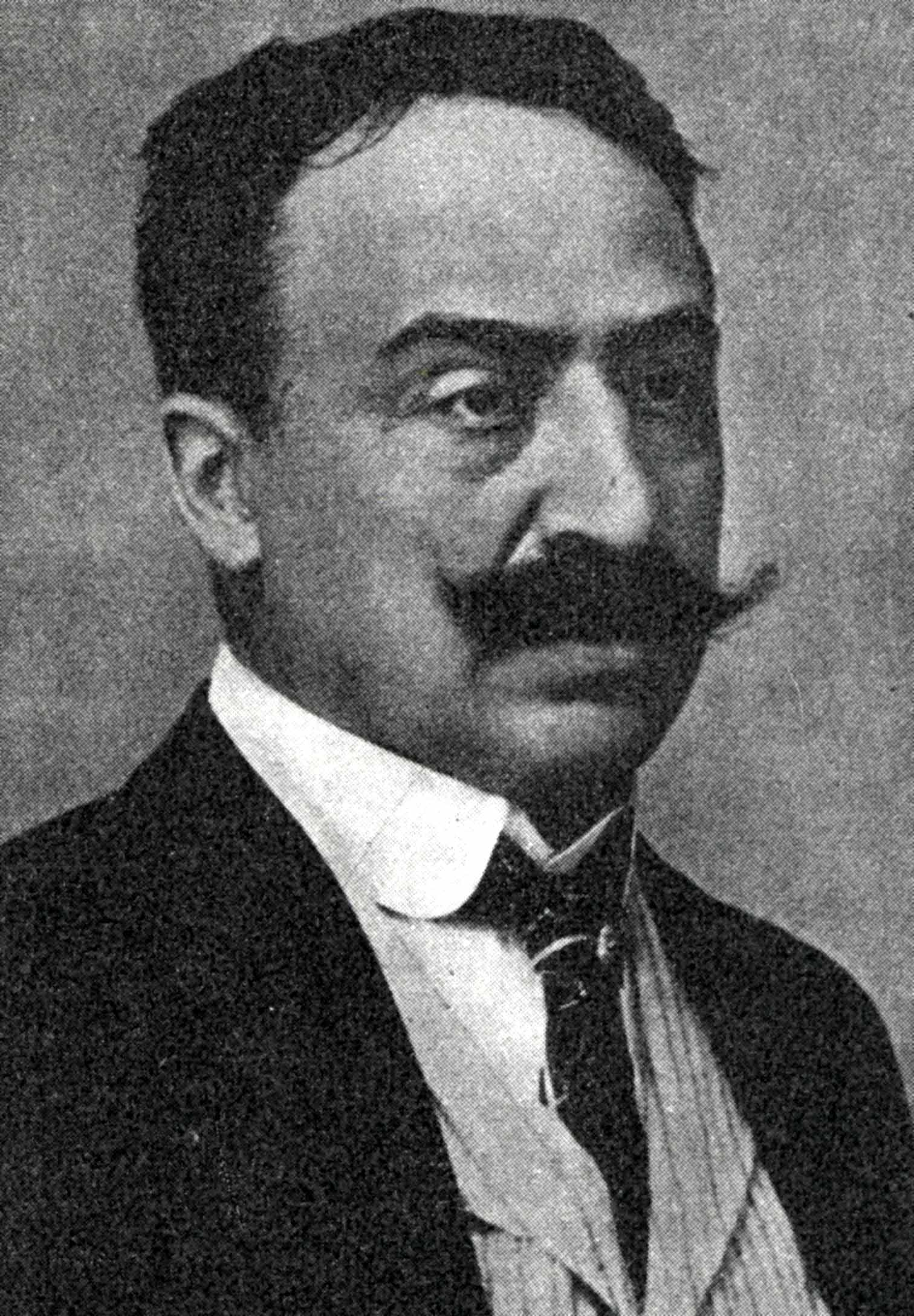
Giuseppe Sacconi, autore del progetto del Vittoriano e direttore del suo cantiere di costruzione

I dettagli del progetto, compreso il cambiamento della tipologia di statua di Vittorio Emanuele II, da una figura seduta su un trono a una statua equestre, furono definitivamente approvati il 19 novembre 1882. Anche l'altitudine a cui porre la statua di Vittorio Emanuele II fu fissata: 27 m s.l.m.. Il bando specificava anche le caratteristiche precise del colonnato, dietro il quale si sarebbe dovuta tassativamente vedere la torre civica del Palazzo Senatorio, che si trova proprio dietro il monumento, adiacente alla basilica di Santa Maria in Aracoeli.
Durante la riunione della commissione del 19 settembre 1882 ci fu una coda polemica nei confronti di Agostino Depretis da parte di alcuni componenti dell'assemblea, che avevano mal digerito la decisa presa di posizione del presidente del Consiglio ministri. Questi componenti dell'assemblea proposero, per la realizzazione del monumento, di spostare in un museo la statua equestre di Marco Aurelio, che si trova in piazza del Campidoglio, sostituendola con un analogo manufatto rappresentante Vittorio Emanuele II di Savoia. Palazzo Senatorio sarebbe poi stato modificato nella sua funzione, con la trasformazione a monumento celebrante Vittorio Emanuele II e il Risorgimento con la creazione di una loggia superiore fronte piazza che avrebbe ospitato i personaggi storici più importanti di questo periodo storico. Questa proposta non ebbe poi seguito.
Il senso della dura presa di posizione di Depretis era legato ai problemi relativi ai costi aggiuntivi, che erano ingenti, ma che sarebbero dovuti, secondo il presidente del Consiglio, passare in secondo piano. Fu quindi scelto il colle del Campidoglio perché, come già accennato, era un colle di Roma posto nel centro storico della città eterna, che è ricco di simbolismo storico, visto che proprio su questo colle sono presenti i già citati Palazzo Senatorio e Tabularium. In questo modo si voleva rimarcare ed evidenziare il ruolo di Roma come capitale d'Italia. A tal proposito, la motivazione ufficiale redatta dalla commissione reale fu:
(Verbale della Commissione Reale per il Monumento a Vittorio Emanuele II)

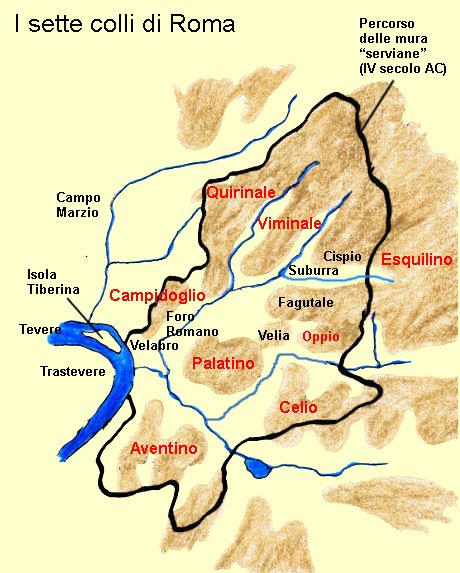
I sette colli di Roma: Aventino, Campidoglio (detto anche "Monte Capitolino"), Celio, Esquilino, Palatino, Quirinale e Viminale. Sulla mappa sono anche segnate le mura serviane, parte delle quali sono stati ritrovate durante gli scavi necessari per realizzare il Vittoriano

Il secondo motivo della decisa presa di posizione di Agostino Depretis risiedeva in ragioni politiche: il Regno d'Italia aveva da poco avviato una propria politica coloniale, e con la scelta del colle del Campidoglio, importante centro politico dell'antica Roma e quindi luogo dal significato universale, si voleva anche rimarcare le tendenze transnazionali del neonato Stato. Vista la dura presa di posizione del governo, che pose fine ad ogni discussione, il programma del secondo concorso fu pubblicato, il 18 dicembre 1882, sul n° 295 della Gazzetta Ufficiale del Regno d'Italia:
(Bando di costruzione del Vittoriano, 1882)
I partecipanti al concorso, che fu chiuso il 9 febbraio 1884, ebbero un anno di tempo per consegnare i loro progetti. Le proposte presentate furono novantotto: dato che la commissione reale non riusciva a decidere tra i progetti di Bruno Schmitz, di Manfredo Manfredi e di Giuseppe Sacconi, fu necessario bandire un terzo concorso, limitato però solo a queste tre proposte, che si concluse il 24 giugno 1884. Tra i tre progetti la commissione votò poi quello di Giuseppe Sacconi, giovane architetto marchigiano, che vinse così il concorso ed ebbe l'incarico di redigere il progetto dell'erigendo Vittoriano.

## Le scelte progettuali

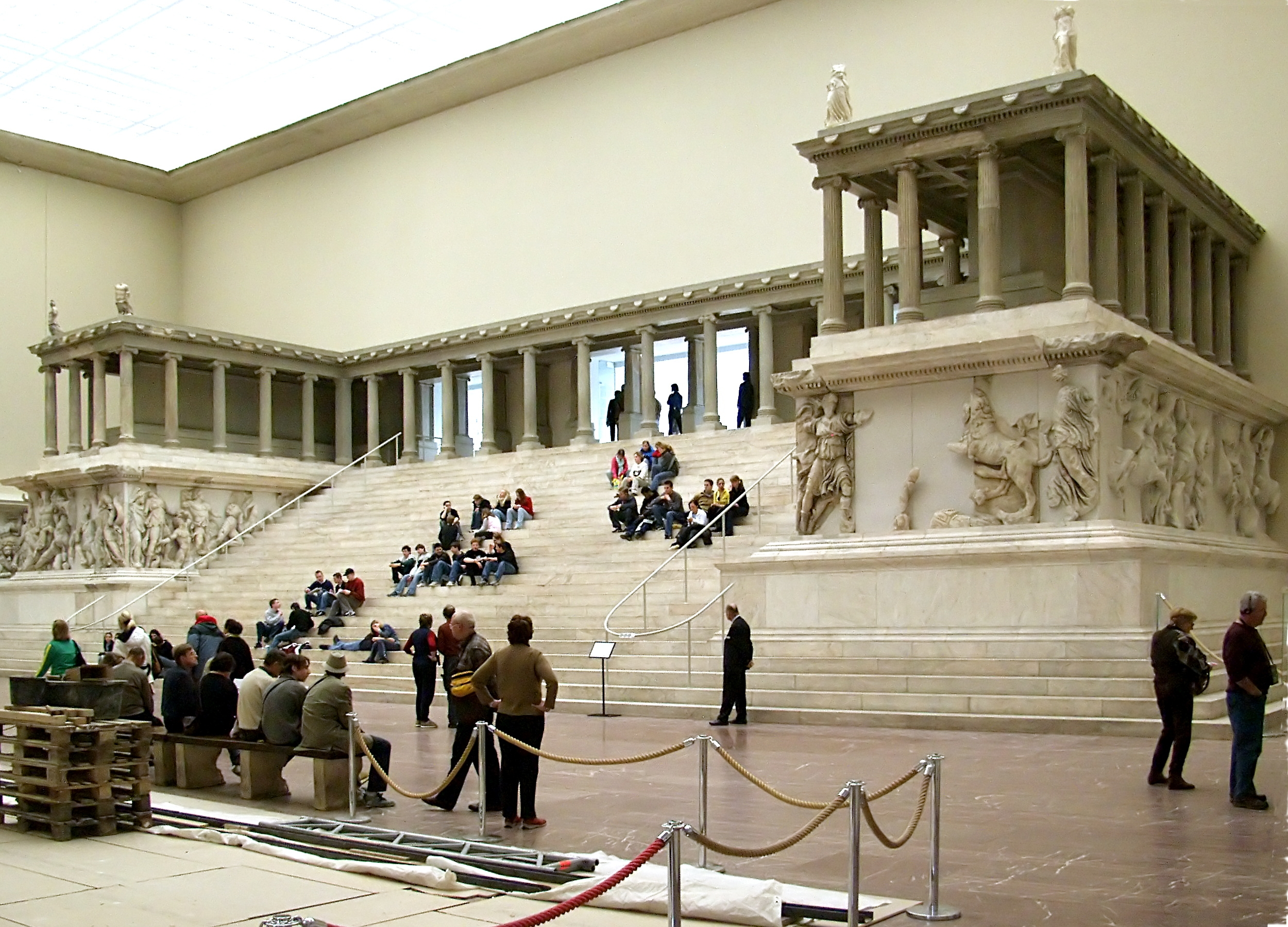
La facciata dell'Altare di Zeus a Pergamo, che si trova nel Pergamonmuseum, uno dei modelli per il progetto del Vittoriano di Ettore Ferrari e Pio Piacentini

Il progetto di Ettore Ferrari e Pio Piacentini si ispirava ai grandi santuari ellenistici, come l'Altare di Zeus a Pergamo e il Santuario della Fortuna Primigenia di Palestrina. Il Vittoriano fu ideato come un grande e moderno foro aperto ai cittadini, situato su una sorta di piazza sopraelevata nel centro storico di Roma organizzata come un'agorà su tre livelli collegati da gradinate, con cospicui spazi riservati al passeggio dei visitatori.
Sulla sua sommità ci sarebbe stato un maestoso portico caratterizzato da un lungo colonnato e da due imponenti propilei, uno dedicato all'"unità della patria" e l'altro alla "libertà dei cittadini", concetti metaforicamente legati, come già accennato, alla figura di Vittorio Emanuele II di Savoia: sarebbe quindi diventato uno dei simboli della nuova Italia affiancandosi ai monumenti dell'antica Roma e a quelli della Roma dei papi. Essendo poi stato architettonicamente concepito come una grande piazza pubblica, il Vittoriano, oltre a rappresentare un memoriale dedicato alla persona di re Vittorio Emanuele II di Savoia, fu investito di un altro ruolo: un moderno foro dedicato alla nuova Italia libera e unita.
Da un punto di vista architettonico, il monumento avrebbe dovuto essere costituito da una serie di scalinate adattate ai fianchi scoscesi del colle del Campidoglio. Tutto il monumento, che sarebbe poi apparso come una sorta di rivestimento marmoreo del versante settentrionale del Colle del Campidoglio caricandosi di significati simbolici legati al Risorgimento. L'area specifica per la costruzione del monumento fu inizialmente individuata in piazza dell'Esedra (la moderna "piazza della Repubblica"): in seguito fu deciso di realizzare l'edificio a nord della basilica di Santa Maria in Aracoeli, con la costruzione di una nuova piazza alle pendici del Vittoriano, piazza Venezia.
Il progetto originario del Vittoriano (uno dei più grandiosi realizzati nel XIX secolo in Italia) prevedeva l'utilizzo del marmo per il sommoportico e del travertino (pietra tradizionale degli edifici dell'antica Roma) per la restante parte del monumento: il Vittoriano venne però poi interamente realizzato in marmo botticino, più facilmente modellabile e più simile ai marmi bianchi che gli antichi romani usavano nelle costruzioni più rappresentative.

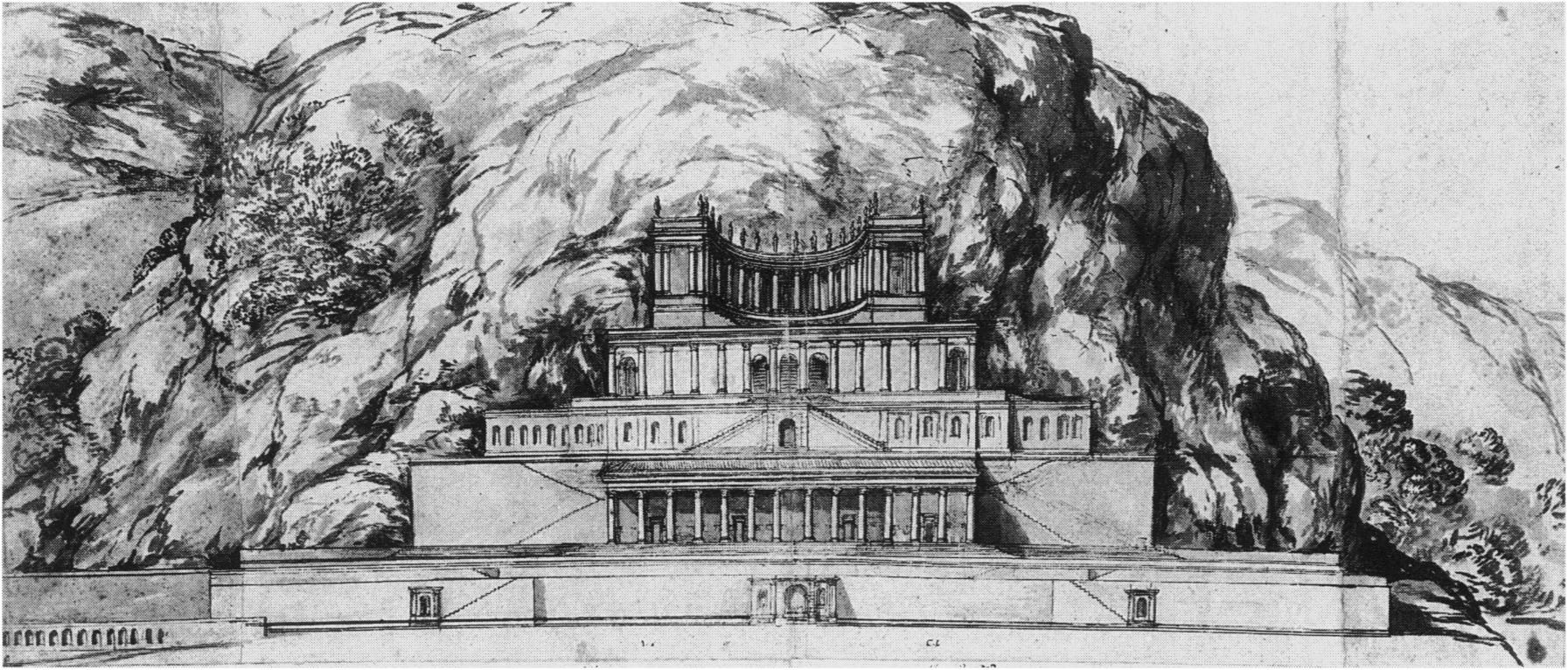
Ipotesi ricostruttiva di Pietro da Cortona del santuario della Fortuna Primigenia di Palestrina, uno dei modelli del progetto del Vittoriano di Ettore Ferrari e Pio Piacentini

La prima scelta cadde sul marmo di Carrara, ma la richiesta di un prezzo giudicato troppo elevato dalla commissione reale spinse quest'ultima, il 2 luglio 1889, a decretare l'utilizzo del marmo botticino. Fu scelto il marmo botticino soprattutto per le sue peculiarità cromatiche: rispetto al marmo di Carrara, che è caratterizzato da un bianco assoluto, il marmo botticino ha una tonalità bianca che possiede una leggera tendenza al giallo paglierino, caratteristica che conferisce a questo materiale un maggiore "calore" rispetto al marmo di Carrara. A causa del cambiamento del tipo di marmo, che avrebbe fornito una luminosità differente, Giuseppe Sacconi fu obbligato a rivedere il progetto, che fu quindi oggetto di lievi modifiche.
Il marmo botticino prende il nome dalla sua zona di estrazione, Botticino, comune italiano a nord-est di Brescia, che è distante circa 500 chilometri da Roma. La scelta di sostituire il travertino scelto dal Sacconi con il marmo botticino generò così molte polemiche, che vennero originate dalla distanza da Roma delle cave di marmo botticino, giudicata eccessiva: a pochi chilometri a sud-est di Roma, nei pressi dei Tivoli, erano infatti presenti ampi giacimenti di travertino, tutt'oggi ampiamente sfruttati in una molteplicità di cave da numerose aziende locali. L'utilizzo del travertino per gli edifici di Roma era tipico già in età augustea, con l'eccezione dei templi, per cui si usava il marmo.
Il Vittoriano fu quindi originariamente pensato da Sacconi con tonalità bicroma, cioè con due gradazioni dominanti, colori che erano originati dall'uso di due materiali di rivestimento differenti: il travertino e il marmo botticino. La scelta di usare poi solo il marmo botticino, decisione che fu presa dalla commissione reale in contrasto con l'opinione di Sacconi, obbligò quest'ultimo ad arricchire il Vittoriano di ulteriori fregi, trofei, bassorilievi e piccole statue, tutte collocate lungo i muri perimetrali del Vittoriano, che nel complesso fornivano all'occhio dell'osservatore un impatto visivo paragonabile alla bicromia dovuta all'ipotetico uso di due materiali diversi di rivestimento. Per poi attirare lo sguardo dell'osservatore verso il sommoportico, in luogo di un materiale di copertura differente, Sacconi fu obbligato a rivedere le decorazioni di questa parte del monumento, che furono rese più ricche e vistose grazie anche all'aggiunta di alcune piccole statue.

### L'apertura del cantiere e i ritrovamenti archeologici

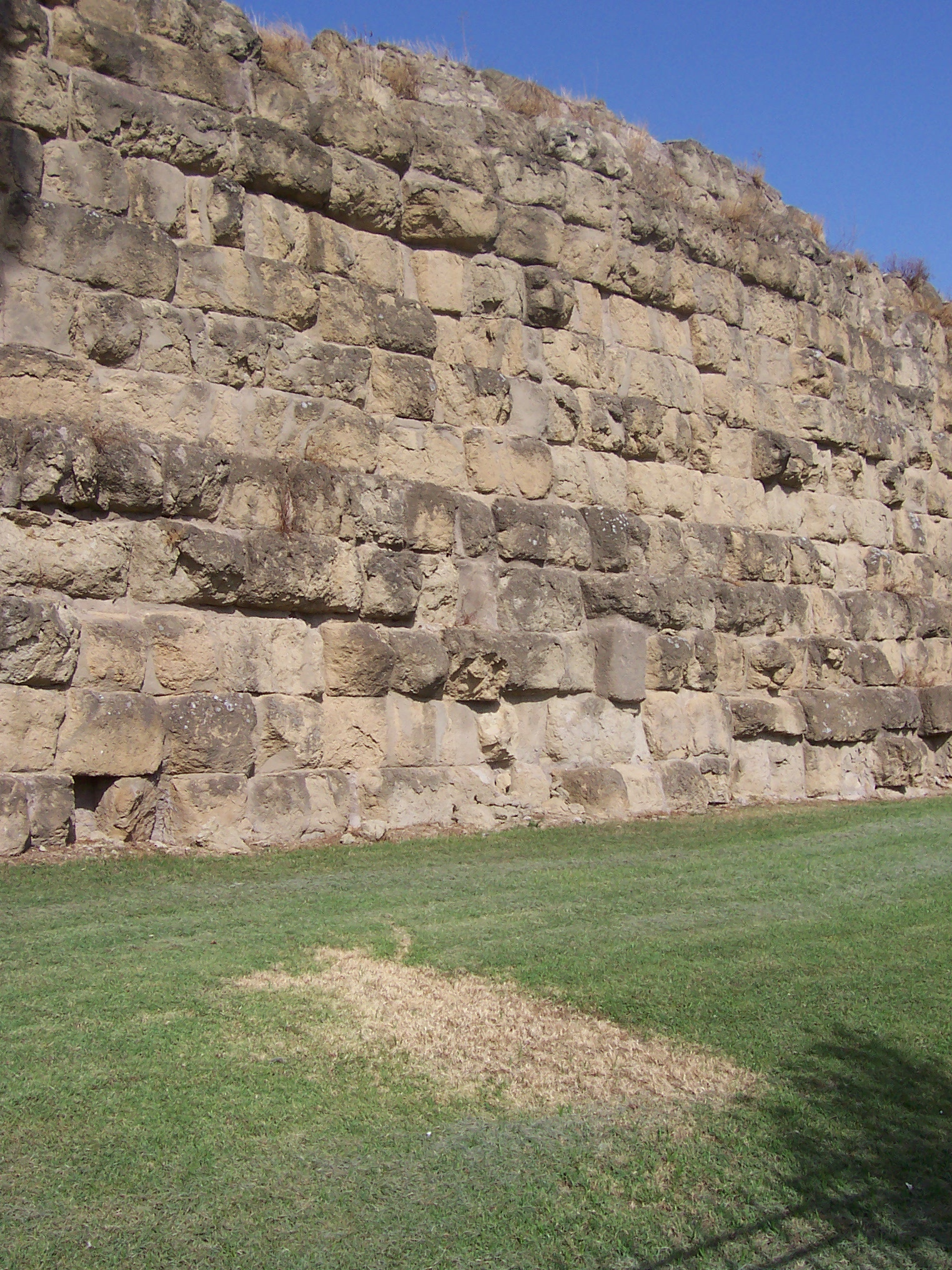
Le mura serviane visibili presso la stazione ferroviaria di Roma Termini, che si trova non lontano dal Vittoriano

La direzione dei lavori fu affidata, grazie a un regio decreto datato 30 dicembre 1884, a Giuseppe Sacconi, con l'apertura ufficiale del cantiere che avvenne il 1º gennaio 1885. La solenne cerimonia della posa della prima pietra del Vittoriano avvenne il 22 marzo 1885 alla presenza di re Umberto I di Savoia, della regina Margherita di Savoia e dell'intera famiglia reale nonché di una folta rappresentanza straniera. Il discorso ufficiale fu tenuto dal presidente del Consiglio dei Ministri Agostino Depretis, mentre i documenti e la pergamena a ricordo dell'inaugurazione furono murati nel terzo pilone di fondazione del sommoportico.
Durante i primi scavi, nel 1887, in luogo del tufo compatto su cui il monumento si sarebbe dovuto poggiare, che tutti si aspettavano, si trovarono argille fluviali, banchi di sabbia e una cospicua presenza di caverne, cunicoli e cave. Le caverne e i cunicoli erano in parte previsti, visto che si sapeva che in tempi antichi la zona era stata scavata dai romani, ma non era stata preventivata una loro presenza così massiccia.
Giuseppe Sacconi fu obbligato a modificare il progetto e a prevedere un'opera di rinforzamento dei cunicoli con la costruzione di strutture che poggiavano sulle loro volte. Alcune cave furono poi utilizzate durante la seconda guerra mondiale (1940-1945) come rifugio antiaereo. Durante gli scavi venne anche alla luce un tratto delle mura serviane, prima cinta muraria della città risalente al VI secolo a.C., ovvero all'epoca dei re di Roma, nonché i resti di un mammuth, mammifero estinto vissuto nella preistoria: entrambi i ritrovamenti furono inglobati nei muri dell'erigendo Vittoriano (senza però distruggerli e lasciando la possibilità ispezionarli), tranne alcune parti dell'animale fossile, che furono trasferite all'università di Roma. Vennero poi rinvenuti molti altri reperti romani, sparsi sull'intera area del cantiere, tra cui resti di costruzioni, statue, capitelli, oggetti di uso comune, ecc.

Il Vittoriano in costruzione e la contestuale demolizione degli edifici circostanti

Conseguenza del ritrovamento delle mura serviane fu una modifica sostanziale del progetto: vennero aggiunti altri due piloni di fondazione al sommoportico, così da lasciare liberi e ispezionabili i reperti archeologici rinvenuti durante i lavori di sbancamento. Per tale motivo il sommoportico fu maggiormente incurvato e ne vennero cambiate le dimensioni, che passarono da 90 a 114 metri di lunghezza, con il numero di colonne, comprese quelle propilei, che aumentò da sedici a venti. Le colonne, inoltre, vennero rese più slanciate.
A causa dell'allungamento del sommoportico, la visione globale del Vittoriano sconfinò dai limiti previsti, diventando l'elemento preminente, da un punto di vista architettonico, di piazza Venezia. In origine il Vittoriano era infatti stato pensato come uno dei tanti degli edifici presenti in questa piazza, senza quindi una prevalenza architettonica così spiccata: con il suo ingrandimento si rese necessario l'intervento sugli edifici presenti nella piazza che erano in asse visiva con i nuovi limiti estremi del Vittoriano, ovvero palazzo Venezia e palazzo Torlonia, che furono entrambi demoliti, con il primo che venne ricostruito considerando la novità architettonica rappresentata dall'ingrandimento del Vittoriano.
Altra modifica in corso d'opera fu quella pensata nel febbraio del 1888, quando Giuseppe Sacconi decise di prevedere, all'interno del Vittoriano, degli spazi interni. L'idea gli venne dopo la scoperta dei cunicoli e delle caverne nel sottosuolo: alcune di esse furono poi sfruttate per realizzare parte degli ambienti interni del Vittoriano, ovvero stanze, cripte, gallerie e corridoi. Questi ambienti interni avrebbero poi ospitato il Museo centrale del Risorgimento, il Sacrario delle Bandiere e la cripta del Milite Ignoto.
Questa fu anche una necessità visto che non fu più possibile far gravare l'interno peso del Vittoriano sul suolo del colle del Campidoglio, e quindi si decise di sfruttare le gallerie per realizzare degli spazi architettonici interni che avrebbero avuto anche una funzione strutturale. Il progetto fu quindi modificato anche da un punto di vista estetico, visto che il Vittoriano avrebbe dovuto anche prevedere delle finestre e delle porte per gli ambienti interni, che furono poi collocate sui muri perimetrali dell'edificio.
A causa di queste modifiche il costo dell'opera passò dai nove milioni di lire inizialmente preventivati ai ventisei milioni e mezzo finali. Per realizzare le sue fondamenta fu invece necessario sbancare 70 000 metri cubi di terreno.

## Le demolizioni degli edifici circostanti

### Il contesto storico

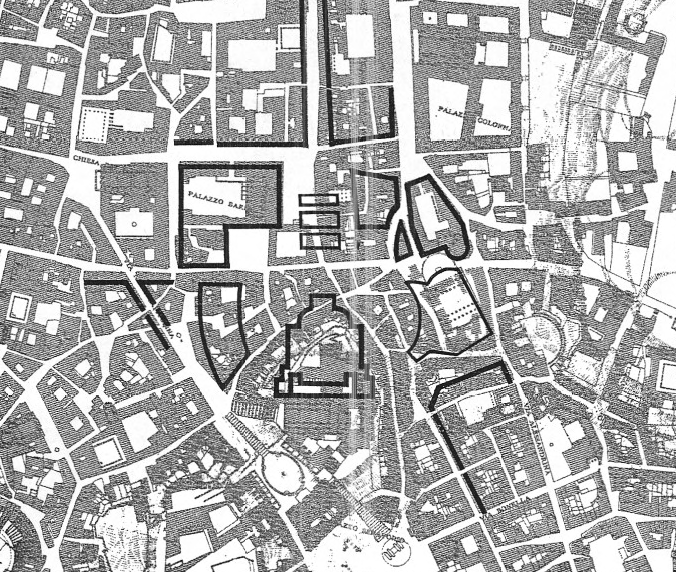
L'area delle demolizioni sul colle del Campidoglio a Roma su una mappa del 1870, con segnati in nero l'erigendo Vittoriano e la futura piazza Venezia

Per erigere il Vittoriano fu necessario, fra gli ultimi mesi del 1884 e il 1899, procedere a numerosi espropri e a estese demolizioni degli edifici che si trovavano sul versante settentrionale del Campidoglio, quello addossato alla basilica di Santa Maria in Aracoeli, dove sarebbe sorto il monumento.
Le demolizioni legate al Vittoriano rientrarono nel progetto di modificare parte dell'aspetto di Roma in chiave più moderna: della stessa epoca del Vittoriano è, ad esempio, anche il Palazzo di Giustizia, che si trova in piazza Cavour, nell'allora nuovo rione Prati, nonché la costruzione in questi anni di Via Nazionale, arteria finalizzata a collegare la stazione ferroviaria in piazza dell'Esedra con il centro antico in piazza Venezia. Piazza Venezia, come molte vie e piazze circostanti, fu abbellita da aiuole e alberature.
I cambiamenti per Roma furono quindi considerevoli, anche perché coinvolsero anche la viabilità, con la costruzione di nuovi assi viari che vennero realizzati grazie alla demolizione di molti edifici, come via Nazionale e corso Vittorio Emanuele II. Molte strade esistenti furono ampliate e ne fu raddrizzato il percorso e furono demoliti e ricostruiti interi quartieri, come il ghetto di Roma. Il deciso anticlericalismo dovuto alla questione romana portò anche alla demolizione di molti antichi edifici religiosi di Roma.
In questo contesto fu reputato necessario dotare la città di infrastrutture e di edifici, anche simbolici come il Vittoriano, che ne rimarcassero il ruolo di capitale del neonato Regno d'Italia. Inizialmente l'idea fu quella di costruire un nuovo quartiere a nord est del centro storico dove realizzare il centro amministrativo e politico della capitale, idea realizzata decenni dopo, durante il fascismo, con la costruzione del quartiere EUR, che venne però innalzato per un altro motivo: ospitare l'esposizione universale, che non ebbe mai luogo a causa dell'inizio della seconda guerra mondiale. Il proposito di un nuovo quartiere fu quindi inizialmente scartato e venne deciso di concentrare questi nuovi edifici amministrativi nel centro storico di Roma: da ciò conseguì un massiccio acquisto, molte volte seguito da demolizioni, di antichi palazzi, monasteri, ecc..

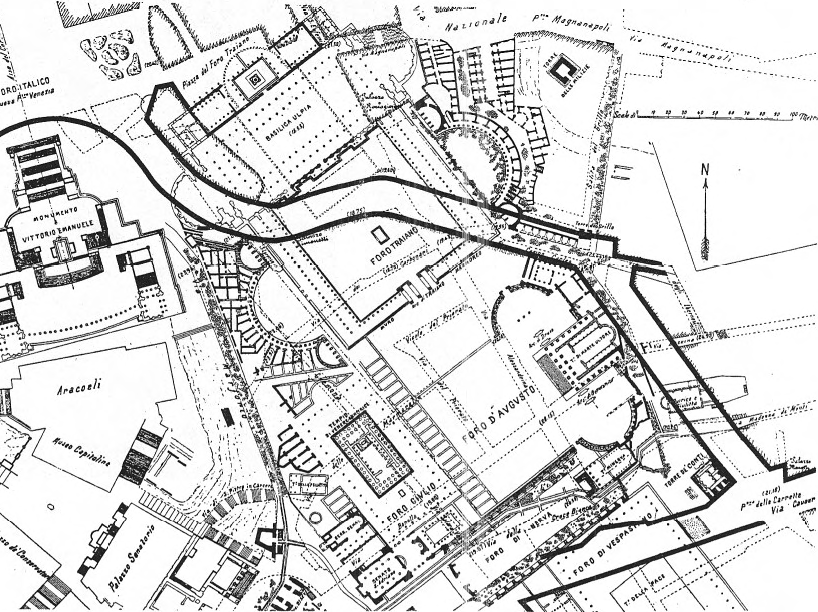
L'area delle demolizioni alle pendici del colle del Campidoglio a Roma su una mappa del 1903, con segnata in nero la futura via dell'Impero (la moderna via dei Fori Imperiali), che fu realizzata decenni dopo, durante il fascismo. A sinistra, verso l'alto, si riconosce la sagoma del Vittoriano

L'obiettivo generale era anche quello di fare di Roma una moderna capitale europea che rivaleggiasse con Berlino, Vienna, Londra e Parigi superando la secolare urbanistica della Roma dei papi. In questo contesto il Vittoriano sarebbe stato l'equivalente della Porta di Brandeburgo di Berlino, dell'Admiralty Arch di Londra e dell'Opéra Garnier di Parigi: questi edifici sono infatti tutti accomunati da un aspetto monumentale e classicheggiante che comunica metaforicamente l'orgoglio e la potenza della nazione di cui sono il simbolo.
Gli ostacoli a questo obiettivo erano due: la mancanza di edifici moderni di rilievo nel centro cittadino da affiancare a quelli storici, la cui presenza era cospicua, e le dimensioni del centro abitato di Roma, che erano esigue rispetto alle altre città italiane. Nel 1870, anno di annessione del Lazio al Regno d'Italia, Roma era la quinta città italiana dopo Napoli, Milano, Genova e Palermo.
La crescita urbana della nuova capitale, divenuta ufficialmente tale il 1º luglio 1871, determinata dal trasferimento della corte reale e della classe politica e amministrativa da Torino a Roma, fu programmata con i primi tre piani regolatori generali, approvati nel 1873, nel 1882 e nel 1909. Come conseguenza la popolazione della capitale crebbe dai 212 000 abitanti del 1871, ai 660 000 del 1921, al 1 150 000 del 1936, incremento che portò Roma a raggiungere nel 1921 la palma di terza città per numero di abitanti dopo Napoli e Milano, nel 1931 la seconda città d'Italia dopo Milano (che nel frattempo aveva raggiunto la vetta di questa classifica) e nel 1936 a diventare la prima città italiana per numero di residenti, primato che non ha poi più perso: con il superamento del milione di abitanti, Roma tornò a raggiungere la popolazione che aveva durante l'epoca d'oro dell'Impero romano.
Questa cospicua immigrazione fu legata al trasferimento di decine di migliaia di burocrati, cui seguirono anche banchieri e speculatori. Uno dei motivi che spinse la classe dirigente italiana a decidere di organizzare una vasta campagna di demolizioni fu la già citata avversione contro la Roma papalina, e tutti i suoi edifici. I cospicui cambiamenti urbanistici che conobbe Roma dopo il 1870, furono i più profondi della sua storia, perlomeno considerando il breve lasso di tempo in cui avvennero. A questi lavori, che coinvolsero l'urbanistica, si associarono opere per la realizzazione e il miglioramento dei servizi, come la costruzione di nuovi ponti sul fiume Tevere, l'installazione di nuovi impianti per la distribuzione dell'acqua potabile e la realizzazione di fognature.

### Gli abbattimenti relativi alla costruzione del Vittoriano

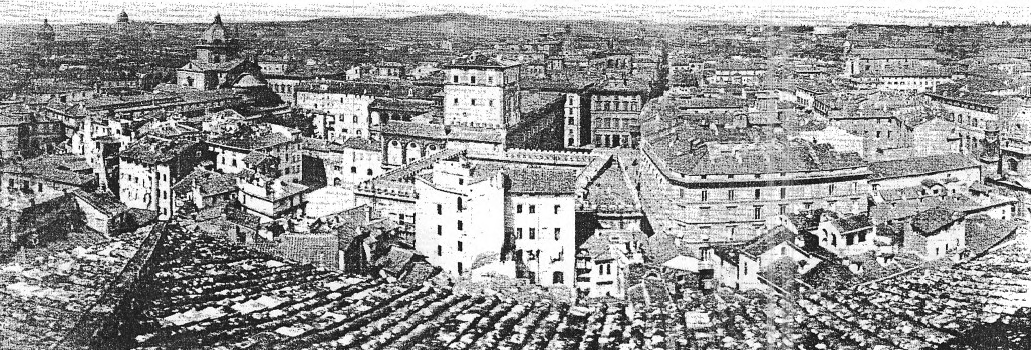
La futura piazza Venezia, che si vede al centro dell'immagine (è lo spiazzo a destra di Palazzo Venezia, riconoscibile per la presenza di un torrione. Alla destra dello spiazzo si vede Palazzo Torlonia, che è stato in seguito demolito), vista dal versante del colle del Campidoglio dove sarebbe sorto il Vittoriano, in una fotografia del 1870

Già per la cerimonia della posa della prima pietra erano state effettuate, in precedenza, le prime demolizioni: in particolare furono abbattute diverse abitazioni private e il giardino dei Francescani, che faceva parte del convento dell'Ara Coeli. Il luogo scelto era nel cuore del centro storico di Roma ed era quindi occupato da antichi edifici che fornivano al quartiere un'urbanistica che risaliva al Medioevo.
Le demolizioni furono reputate necessarie perché il Vittoriano sarebbe dovuto sorgere nel cuore del centro storico di Roma, in un contesto urbanistico moderno, davanti a una nuova grande piazza, la futura piazza Venezia, che all'epoca era un angusto piazzale di fronte all'omonimo palazzo. Era infatti moderno il significato simbolico del monumento: la celebrazione della nuova Italia libera e unita. Tale serie di demolizioni ha comportato anche l'allargamento dell'adiacente Piazza d'Aracoeli.

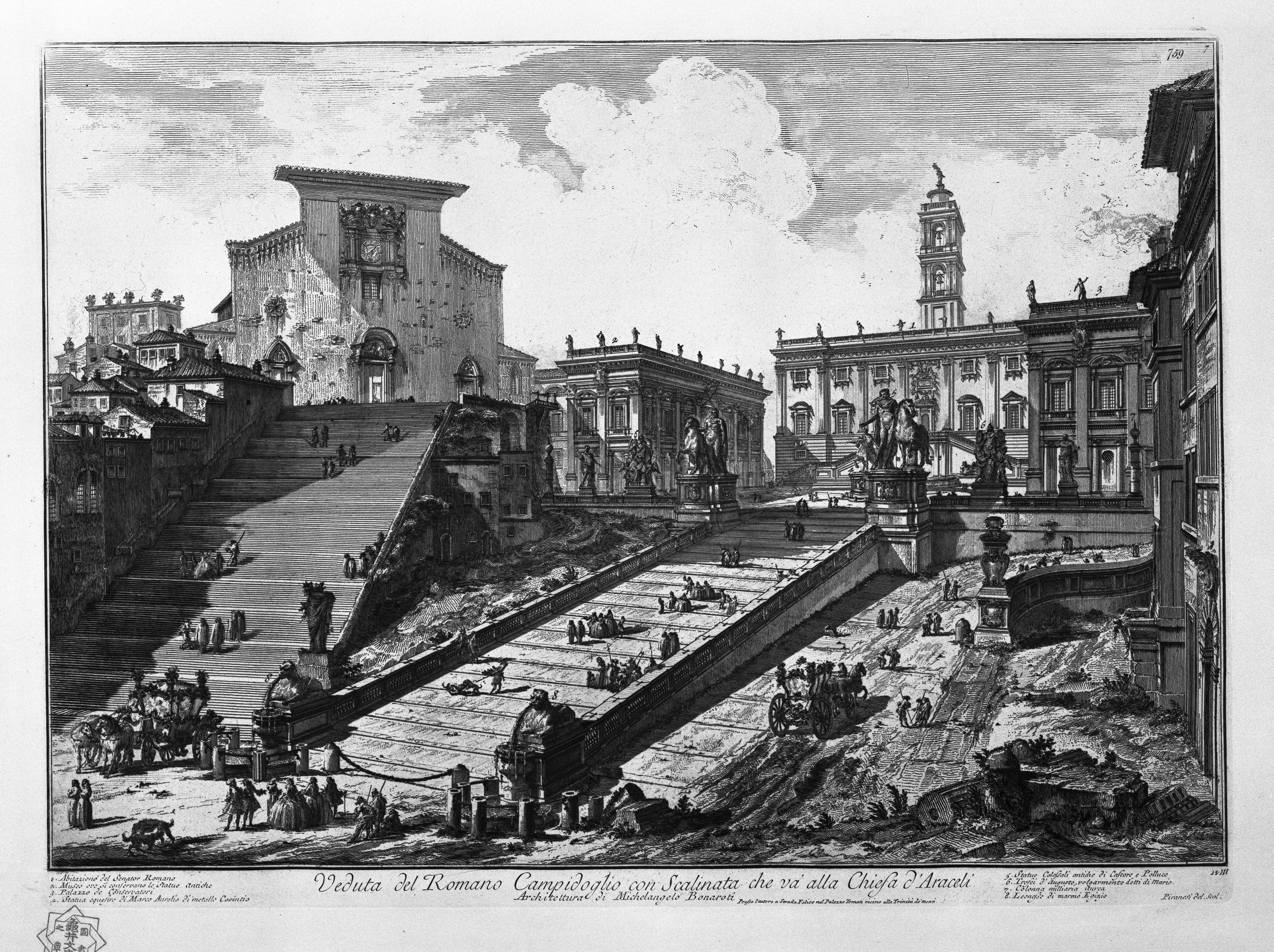
Il Campidoglio nella metà del XVIII secolo. Sulla sinistra si riconosce la scalinata che porta alla basilica dell'Aracoeli, mentre sull'estrema sinistra si scorge il quartiere che è stato demolito per poter permettere la costruzione del Vittoriano

Come già accennato, piazza Venezia fu ridisegnata completamente. Dall'anno 1900 al 1906 vennero eseguiti i lavori, basati sulle idee di Giuseppe Sacconi, per ampliarla e renderla di forma più regolare e simmetrica rispetto al Vittoriano: in precedenza i suoi confini, che erano molto più limitati di quelli dell'attuale piazza, seguivano gli antichi edifici che vi sorgevano, da cui conseguiva una forma irregolare del piazzale. In particolare fu demolito, e poi ricostruito più a ovest, Palazzo Venezia, e venne abbattuto Palazzo Torlonia.
Gli abbattimenti furono effettuati grazie a un preciso programma stabilito da Agostino Depretis, presidente del Consiglio dei ministri del Regno d'Italia. I lavori di demolizione, e conseguentemente quelli di costruzione del Vittoriano, procedettero speditamente grazie a strumenti urbanistici speciali resi disponibili dal governo.
Tutti gli abbattimenti, compresi quindi quelli necessari per realizzare il Vittoriano, passarono al vaglio della commissione reale che decise, tra le centinaia di edifici, o di resti archeologici, quali salvare e quali che potevano essere sacrificati.
Contro le demolizioni si espressero diverse personalità, tra cui il sindaco di Roma Leopoldo Torlonia e l'archeologo Rodolfo Lanciani. In sede parlamentare fu invece Ruggiero Bonghi, il 10 maggio 1883, ad attaccare con veemenza le demolizioni, a far muovere l'amministrazione comunale di Roma, sindaco in testa, che presentò una protesta formale contro gli espropri e le conseguenti demolizioni.

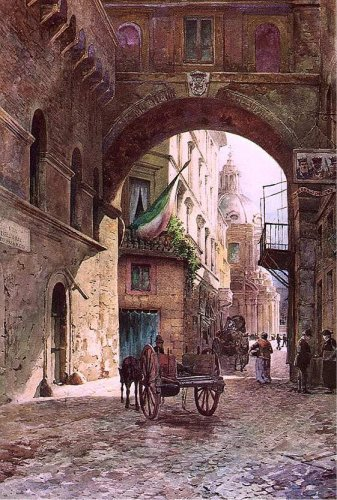
L'arco di San Marco nel 1880, demolito con il quartiere circostante per la costruzione del monumento

Infatti si sarebbero pure persi, perché distrutti, tutti i reperti archeologici che ancora giacevano nel sottosuolo di quella zona del Campidoglio. A queste critiche si aggiunsero quelle di Ferdinand Gregorovius, storico tedesco celebre per i suoi studi sulla Roma medievale, e di Andrea Busiri Vici, presidente dell'accademia nazionale di San Luca. Di contro ci furono anche pareri favorevoli, come quello dello storico dell'arte Giovanni Battista Cavalcaselle e quello dell'architetto Camillo Boito, che erano invece favorevoli alle demolizioni, pur con i distinguo del caso.
Dopo il dibattito che si originò (uno dei luoghi dove la discussione fu più accesa, come già accennato, fu la giunta comunale di Roma), le autorità decisero di procedere alle demolizioni. Fu infatti decisiva, ancora una volta, la presa di posizione del presidente del Consiglio Agostino Depretis, che giudicò sacrificabili tali edifici, considerato il guadagno simbolico derivante dalla costruzione dell'opera proprio in quel luogo.
In seguito a una perizia effettuata da esperti il 26 giugno 1883, che fu l'ultima prima del benestare definitivo ai lavori, si procedette così alla demolizione del vasto quartiere che si trovava sul versante settentrionale del Campidoglio, dove sarebbe sorto il Vittoriano, che era formato da edifici medievali e rinascimentali, abbattendo molte costruzioni storiche come la villa papale nota comunemente come Torre di Paolo III, il cavalcavia di collegamento con palazzo Venezia (il cosiddetto "arco di San Marco"), i tre chiostri del convento francescano dell'Ara Coeli (l'omonima basilica fu risparmiata e sorge ancora oggi adiacente al Vittoriano), la chiesa di Santa Rita da Cascia in Campitelli (che fu ricostruita altrove), la caserma di Santa Caterina da Siena, Palazzo Tiberi e tutta l'edilizia minore presente sulle pendici del colle.
In questo modo scomparvero alcune strade storiche di Roma e i relativi quartieri, come via Della Pedacchia, via Di Testa Spaccata, via Della Ripresa Dei Barberi, via Macel De' Corvi, mentre altre strade, che non vennero cancellate dalle mappe, furono stravolte, con la demolizione di tutti i caseggiati che vi sorgevano ai lati, come via Giulio Romano, via San Marco e via Marforio. Parte delle demolizioni furono effettuate per consentire la visuale del monumento da via del Corso e da via Nazionale. In totale la superficie totale che venne rasa al suolo fu pari a 19 200 metri quadrati.

## La statua equestre di Vittorio Emanuele II

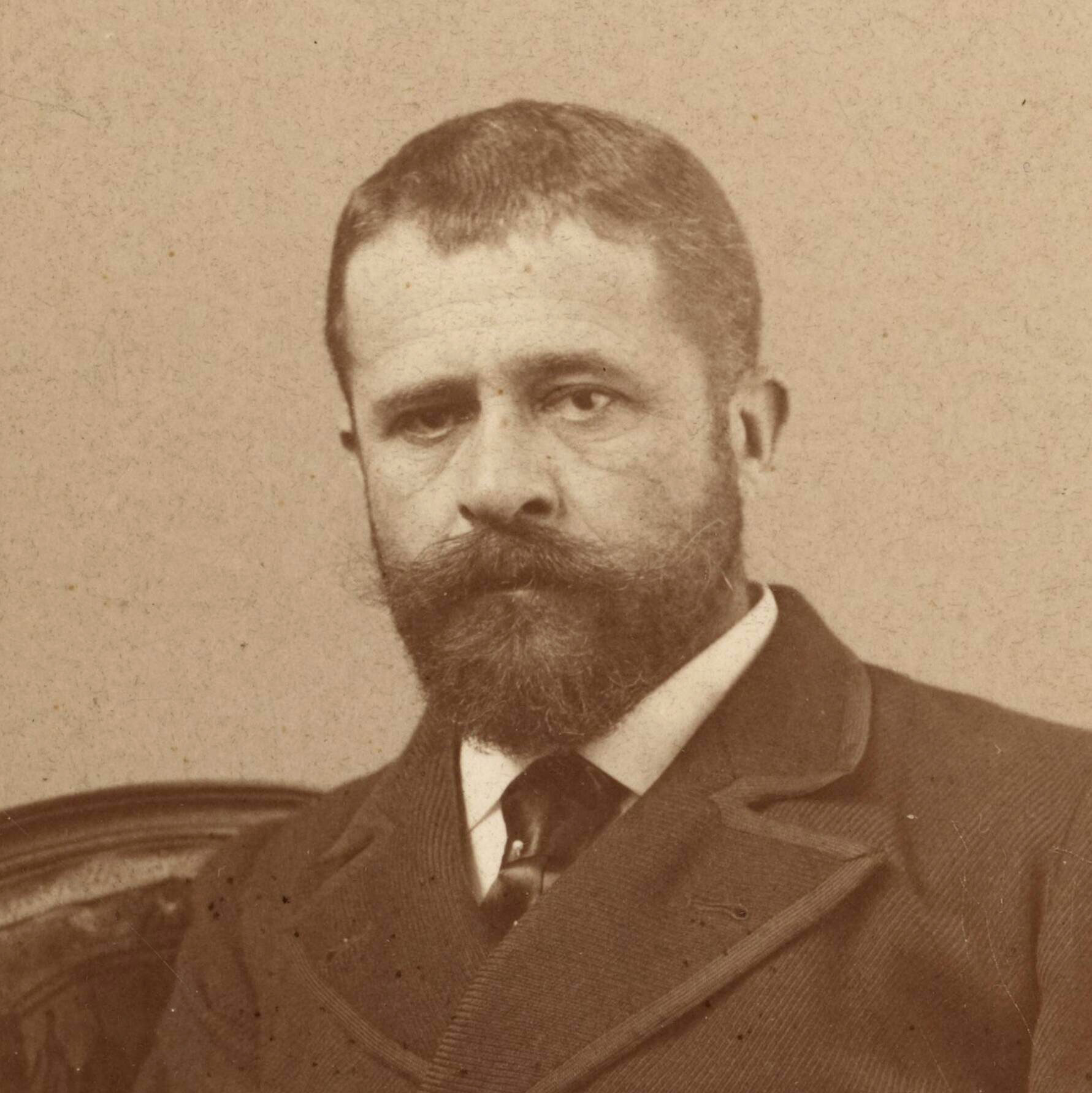
Enrico Chiaradia, autore della statua equestre di

La costruzione della statua equestre di Vittorio Emanuele II, prima opera realizzata e fulcro architettonico dell'intero monumento, fu affidata dalla commissione reale, previo altro concorso indetto il 9 febbraio 1884, a Enrico Chiaradia già nell'aprile 1889, nel giorno stesso della chiusura del concorso per la costruzione del Vittoriano..
La genesi della statua non fu priva di polemiche: Chiaradia e Sacconi erano infatti in disaccordo sulle sue fattezze. Chiaradia aveva in mente una statua molto realistica, mentre Sacconi pensava a una scultura più classicheggiante, quindi più idealista e allegorica, che meglio si sarebbe sposata con lo stile del Vittoriano.
Alla fine vinse Chiaradia, con la statua che fu poi completata da Emilio Gallori, visto che il suo ideatore era morto nel 1901. Gallori operò delle modifiche al progetto di Chiaradia seguendo i suggerimenti della commissione reale: l'obiettivo era quello di rendere meno stridente la differenza tra lo stile della statua e quello del Vittoriano. Fu anche proposto di creare ex novo una nuova statua, ma questa idea fu accantonata a favore di una leggera rivisitazione dell'opera in fase di realizzazione.
La statua venne fusa con il bronzo proveniente da alcuni cannoni del Regio Esercito, e poi montata sul basamento marmoreo dove furono scolpite le personificazioni allegoriche delle quattordici città "nobili" d'Italia, tra il 1907 e il 1910. Le città "nobili" raffigurate sono le capitali delle antiche monarchie italiane preunitarie e delle repubbliche marinare, la cui nascita è ascrivibile a un periodo precedente alla monarchia sabauda: per tale motivo vennero reputate le "madri nobili" dell'Italia risorgimentale.
In occasione della visita di re Vittorio Emanuele III di Savoia le autorità decisero di offrire un rinfresco a un ristretto gruppo di invitati tra coloro che avevano partecipato al progetto L'evento fu allestito all'interno del ventre del cavallo di bronzo, che fu in grado di ospitare più di venti persone, come testimoniano le fotografie d'epoca, le cui copie sono esposte nella terrazza posteriore del Vittoriano.
Tutte le opere d'arte realizzate per il Vittoriano, statua equestre di Vittorio Emanuele II compresa, hanno impegnato i maggiori artisti allora attivi in Italia.

## La prosecuzione dei lavori

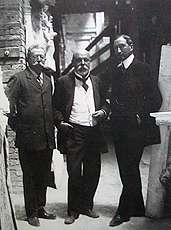
Da sinistra: Gaetano Koch, Manfredo Manfredi e Pio Piacentini al cantiere del Vittoriano

La decisione di inserire all'interno del Vittoriano un "altare" dedicato alla patria fu avuta da Giuseppe Sacconi solo successivamente alla fase progettuale, durante i lavori di costruzione del monumento. Il suggerimento pare che fosse venuto da Giovanni Bovio, filosofo e deputato repubblicano, che suggerì a Sacconi la creazione, in una parte del monumento, di un Altare della Patria su modello degli analoghi altari civili costruiti in Francia nello stesso periodo.
Il luogo e il soggetto dominante furono scelti subito: una grande statua della dea Roma che sarebbe stata collocata, sul primo terrazzo dopo l'ingresso al monumento, appena sotto la statua equestre di Vittorio Emanuele II. Quindi l'Altare della Patria, perlomeno inizialmente, prima della tumulazione della salma del Milite Ignoto, fu pensato come un sacello della dea Roma. In questo modo venne celebrata la grandezza e la maestà di Roma, eletta al ruolo di legittima capitale d'Italia. Questo richiamo non è un'eccezione: nel Vittoriano sono numerose le opere artistiche che richiamano la storia dell'antica Roma.
Il 4 giugno 1890 re Umberto I visitò il cantiere. Questa fu l'occasione per Sacconi di raccogliere tutte le piccole modifiche al progetto che aveva presentato nel tempo alla commissione reale e realizzare un disegno aggiornato del Vittoriano da mostrare al Sovrano: tale disegno rappresentò il secondo progetto generale del monumento dopo quello originario.
Con il passare del tempo il concetto massima del Vittoriano infatti si trasformò, grazie alle modifiche operate in corso d'opera al progetto, da severo monumento chiuso in sé stesso da un punto di vista architettonico, a moderno foro aperto verso piazza Venezia. Un'importante modifica al progetto fu eseguita intorno all'anno 1900, dopo un'interruzione dei lavori che durò dal 1896 al 1898 per mancanza di fondi: l'originario ingresso a due scalinate fu cambiato in una sola entrata affiancata da due fontane, le "fontane dei mari".
Dopo la morte Giuseppe Sacconi, avvenuta nel 1905, i lavori di costruzione del Vittoriano proseguirono sotto la direzione di Gaetano Koch, Manfredo Manfredi e Pio Piacentini, che predisposero il quarto progetto generale del Vittoriano: il terzo progetto fu invece realizzato da Pompeo Passerini, Adolfo Cozza e Giulio Crimini nel 1906, ovvero dai tre stretti collaboratori di Sacconi che presero temporaneamente le redini del cantiere dopo la sua morte, e fu mostrato al pubblico un suo modello in gesso, poi andato perso in un incendio, in occasione dell'Esposizione internazionale di Milano.

Il Vittoriano in costruzione

Con questo quarto e ultimo progetto, il Vittoriano ha preso la sua forma definitiva: un monumento caratterizzato da opere d'arte allegoriche ad esclusione della statua equestre di Vittorio Emanuele II, che è infatti una raffigurazione di un personaggio realmente esistito, su cui spicca, da un punto di vista simbolico, l'Altare della Patria. Con la realizzazione dell'Altare della Patria il Vittoriano cambiò funzione: da memoriale dedicato alla persona di re Vittorio Emanuele II di Savoia avente anche funzione di moderno foro d'Italia è diventato un tempio laico pensato, perlomeno inizialmente, come un'ara della dea Roma. Questo nuovo significato metaforico del Vittoriano, caratterizzato da una valenza universale, venne rimarcato anche dalla cospicua presenza di opere artistiche allegoriche che comunicavano il medesimo significato.
Nel 1906, tramite regio decreto datato 17 maggio, fu istituito il "Comitato nazionale per la storia del Risorgimento", antesignano del moderno e omonimo istituto. Nello stesso decreto venne decisa la sede di questo comitato: l'erigendo Vittoriano. Contestualmente fu decretato che il Vittoriano, al suo interno, avrebbe anche ospitato il "Centro culturale di studi e ricerche sul Risorgimento", nonché un museo e una biblioteca sull'argomento. In precedenza, nel febbraio dell'anno 1900, ci fu il passaggio della gestione del cantiere dalla "Commissione Reale per il Monumento a Vittorio Emanuele II" al Ministero dei lavori pubblici.
Negli anni precedenti al 1911, anno di inaugurazione del Vittoriano, furono operate le ultime modifiche al progetto, aggiornamento che diede come risultato la versione finale del monumento. Questa ultima revisione del progetto, che comprese l'abbassamento delle balaustre delle terrazze e la modifica di alcune scalinate (che vennero rese più rettilinee), furono finalizzate a slanciare ulteriormente la struttura verso l'alto con l'obiettivo di dare l'impressione che il Vittoriano fosse la naturale prosecuzione architettonica di piazza Venezia.

## Il dibattito sui soggetti da rappresentare

Il Vittoriano in costruzione

La prima proposta per quanto riguarda i soggetti da rappresentare nelle otto statue sul basamento della terza terrazza per chi proviene dall'ingresso del Vittoriano, ovvero quella che si trova alla base del sommoportico, prevedeva una lista di uomini illustri del Risorgimento che comprendeva Giuseppe Garibaldi, Giuseppe Mazzini, Terenzio Mamiani, Massimo d'Azeglio, Camillo Benso, conte di Cavour, Manfredo Fanti, Luigi Carlo Farini e Vincenzo Gioberti. In una seconda lista Manfredo Fanti fu sostituito da Guglielmo Pepe, Massimo d'Azeglio da Daniele Manin e Terenzio Mamiani da Bettino Ricasoli. Altra idea fu quella di collocare queste statue ai lati della scalinata d'ingresso del Vittoriano.
Dato che non si riusciva a compiere la scelta di quali uomini illustri rappresentare, fu fatta la proposta di scolpirci scene della breccia di Porta Pia su un lato e del plebiscito di Roma del 1870 su quell'altro. Vennero suggeriti altri temi che sganciassero da quello risorgimentale. Fu avanzata ad esempio l'ipotesi di scolpire personaggi dell'antica Roma, ovvero Romolo (che avrebbe allegoricamente rappresentato l'Origine o la Redenzione), Marco Furio Camillo (la Liberazione), Publio Cornelio Scipione (la Conquista), Cornelia (la Virtù domestica), Gaio Giulio Cesare (la Gloria), Augusto (l'Impero), Virgilio (la Poesia) e Emilio Papiniano (il Diritto), ma anche in questo caso la discussione fu accesa, con varie controproposte sulla scelta dei personaggi da ritrarre. Alla fine non fu presa una decisione e la scelta cadde, decenni dopo, sulla posa di altari rappresentanti le città "redente", ovvero le città unite all'Italia in seguito alla prima guerra mondiale e negli anni immediatamente successivi: Trieste, Trento, Gorizia, Pola, Zara e Fiume. Il loro collocamento fu effettuato tra il 1929 e il 1930.

Il Vittoriano in costruzione

Per quanto riguarda i soggetti da ritrarre a lato della dea Roma, ossia sulla prima terrazza per chi proviene dall'ingresso del Vittoriano, soggetti che avrebbero dovuto rendere omaggio alla personificazione della città eterna grazie a pose precise, la prima idea fu quella scolpire lungo il basamento dell'intero terrazzo, che è lungo cinquanta metri, un corteo di personalità di spicco del Risorgimento convergente verso il centro, dove si sarebbe trovata la statua della dea Roma. La proposta fu accolta positivamente dal Parlamento del Regno d'Italia, visto che il soggetto era strettamente legato a Vittorio Emanuele II, la cui statua equestre si sarebbe trovata proprio sopra quella della dea Roma. Un'altra proposta fu quella di ritrarre personaggi di pensiero, come Dante Alighieri, Niccolò Machiavelli, Galileo Galilei, Cola di Rienzo, Leonardo da Vinci, Giordano Bruno, Cristoforo Colombo e Virgilio.
Sacconi respinse però tutte le proposte relative ai personaggi storici: testimone delle discussioni che stavano avvenendo per scegliere i soggetti da ritrarre sulla terza terrazza per chi proviene dall'ingresso del Vittoriano, che stavano portando a un nulla di fatto per i profondi significati politici che tale scelta poteva fornire, propose di ritrarre in tutto il monumento figure allegoriche: l'unica rappresentazione non simbolica del Vittoriano, e quindi relativa a un personaggio storico, sarebbe stata la statua equestre di Vittorio Emanuele II. Rispetto all'idea iniziale, la scelta di ritrarre invece figure allegoriche, ossia concetti astratti e generici attraverso immagini concrete e precise (per esempio personificazioni di virtù, sentimenti, ecc.), rese più universali i significati comunicati dalla presenza artistica del Vittoriano, dato che i concetti erano stati sganciati da persone storiche realmente esistite, le quali hanno avuto una storia di vita precisa e circostanziata.
La scelta dei soggetti da rappresentare a fianco della dea Roma fu demandato a un concorso pubblico che ebbe luogo nel 1908. Questo bando, oltre a scegliere l'artista a cui affidare i lavori, lasciava liberi gli scultori di proporre il soggetto preciso delle raffigurazioni laterali, fermo restando la presenza al centro della statua della dea Roma. Vincitore fu Angelo Zanelli, che propose le Bucoliche e le Georgiche di Virgilio, le quali furono inaugurate, insieme alla statua della dea Roma, nel 1925 in occasione del Natale di Roma (21 aprile).

## L'inaugurazione
Il "Monumento nazionale a Vittorio Emanuele II" è indicato con altri due nomi: "(mole del) Vittoriano" e "Altare della Patria", che dall'inaugurazione ad oggi sono i nomi più usati per chiamare il monumento.
Dal 1921, quando il Milite Ignoto fu tumulato sotto la statua della dea Roma, nella parte del Vittoriano che è chiamato "Altare della Patria", ha preso nuovo vigore l'uso di tale espressione per indicare l'intera struttura e non solo il luogo della sepoltura del soldato. Il milite ignoto è un militare italiano morto nella prima guerra mondiale la cui identità resta sconosciuta; è il simbolo di tutti i caduti e i dispersi in guerra. L'uso di chiamare l'intero Vittoriano con l'espressione "Altare della Patria", è avvenuta in seguito a un processo di metonimia favorito dal simbolismo del Milite Ignoto, molto sentito dalla popolazione.

Un momento della cerimonia di inaugurazione del Vittoriano (4 giugno 1911)

Il complesso monumentale fu inaugurato davanti a un'immensa folla il 4 giugno 1911, in occasione degli eventi collegati all'esposizione nazionale durante le celebrazioni del 50º anniversario dell'Unità d'Italia, da re Vittorio Emanuele III di Savoia.
Alla cerimonia parteciparono anche la regina Elena, la regina madre, ovvero Margherita di Savoia, e la restante parte della famiglia reale, compresa Maria Pia di Savoia, figlia di Vittorio Emanuele II e regina madre del Portogallo, da poco deposta dalla rivoluzione che aveva instaurato, l'anno precedente, la repubblica. Erano anche presenti il presidente del Consiglio Giovanni Giolitti, i seimila sindaci d'Italia, i veterani delle guerre risorgimentali e tremila studenti delle scuole romane.
Tra i veterani delle guerre, sia quelli inquadrati nel Regio Esercito che i garibaldini, degno di nota fu l'ultimo sopravvissuto della Costituente che proclamò la Repubblica Romana del 1849 e i tre garibaldini che fecero sfilare una bandiera tricolore durante la campagna del Trentino (operazione militare della terza guerra d'indipendenza italiana guidata nel 1866 da Giuseppe Garibaldi) e la battaglia di Digione (scontro combattuto tra il 1870 al 1871 durante la guerra franco-prussiana; la bandiera fu portata dai volontari italiani che decisero di partecipare esternamente a questo conflitto in supporto dell'alleato prussiano): questo tricolore, a causa dei colpi di mitragliatrice subiti, venne fortemente danneggiato, tant'è che era rimasta integra solo la banda verde, quella vicina all'asta, con quella bianca che era interamente sfilacciata.

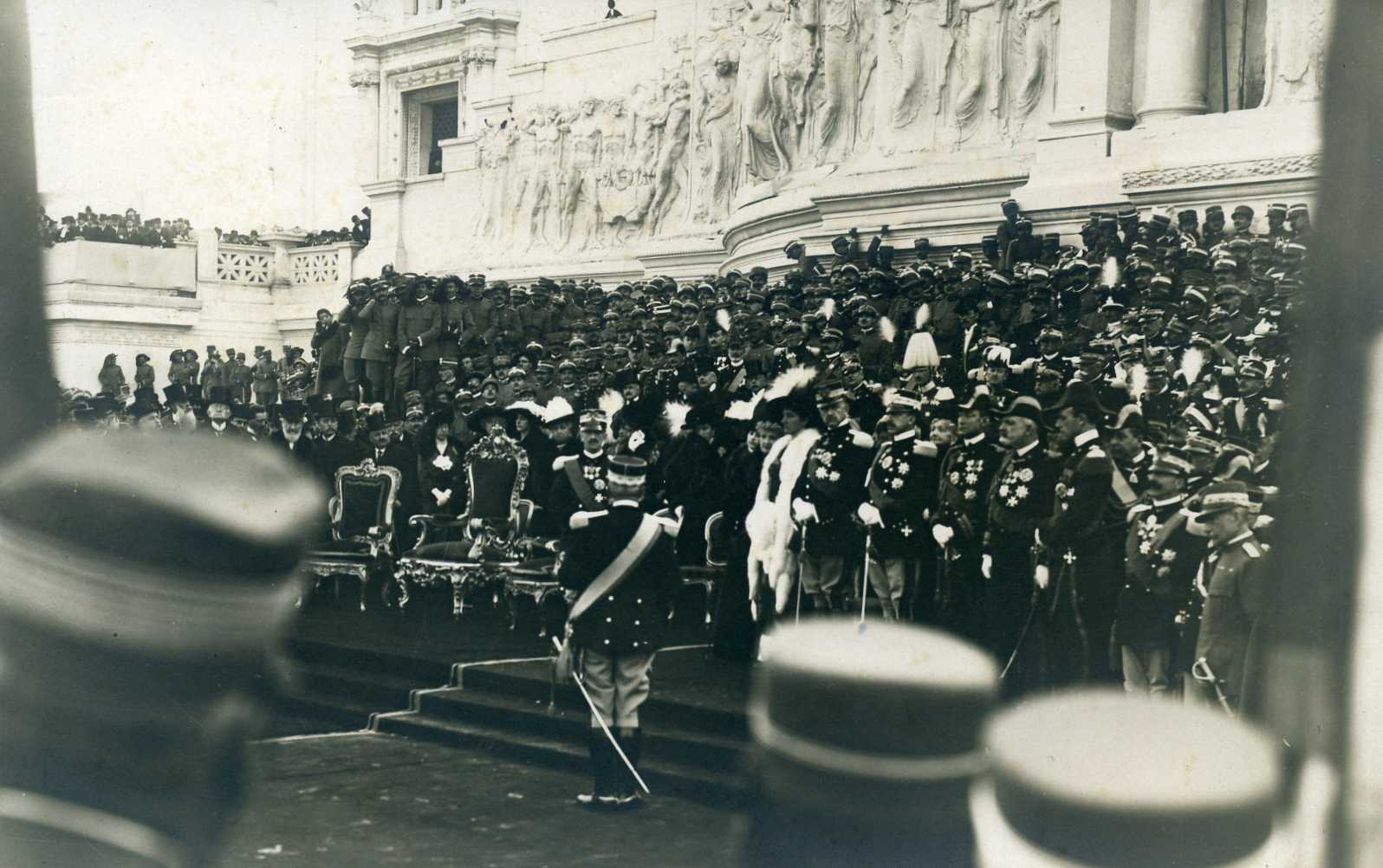
Un momento della cerimonia di inaugurazione del Vittoriano (4 giugno 1911)

Il momento dell'inaugurazione fu rappresentato dal solenne scoprimento del drappo che rivestiva la statua equestre di Vittorio Emanuele II, gesto che venne eseguito dopo un cenno di Giolitti, il quale prese l'ordine da re Vittorio Emanuele III di Savoia. Poco prima Giolitti aveva pronunciato il discorso ufficiale dell'inaugurazione, la cui parte d'esordio recitava:
(Giovanni Giolitti)

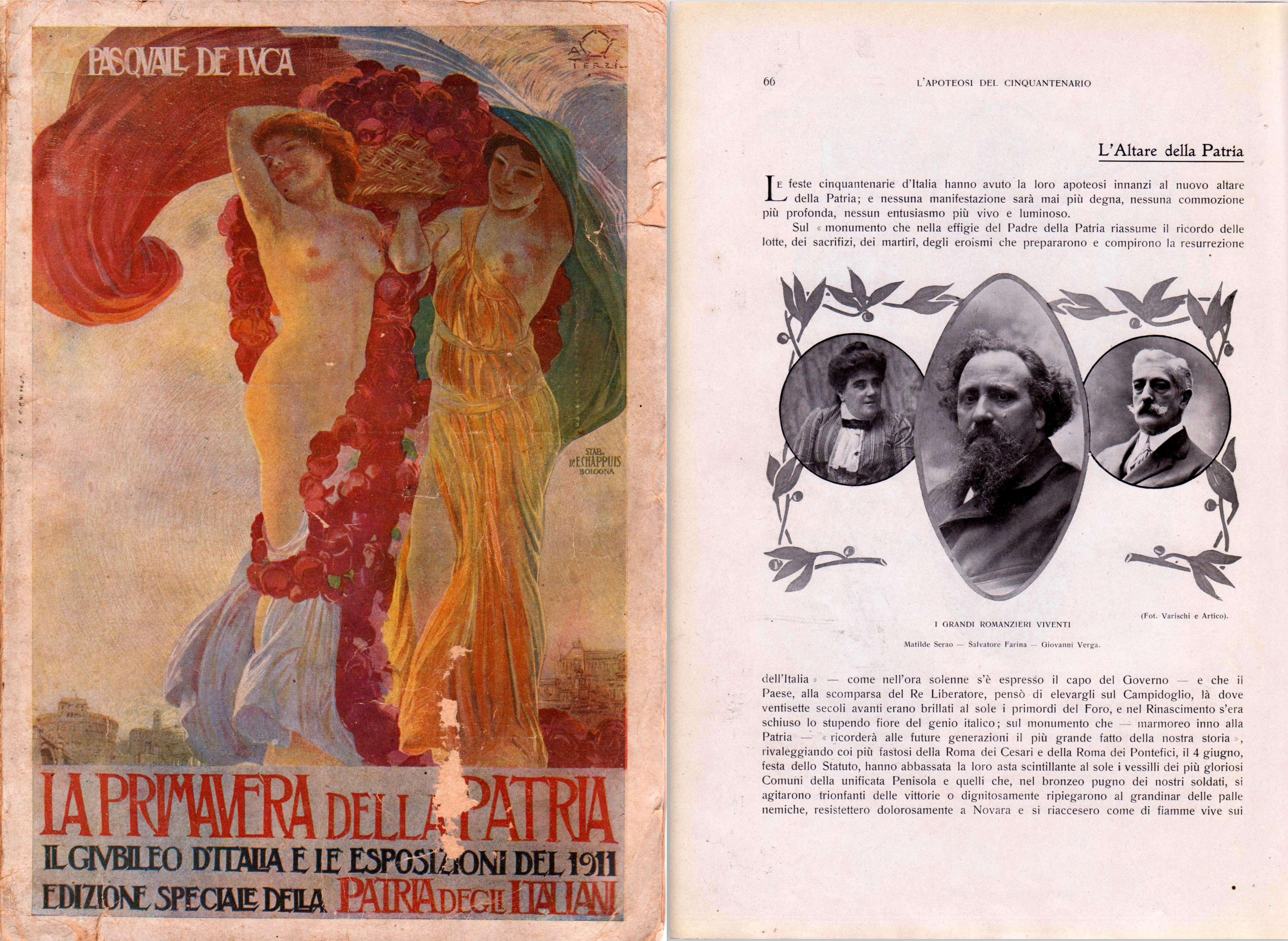
Volume del 1911, nel cinquantenario dell'Unità d'Italia, in cui il monumento, inaugurato proprio quell'anno, è chiamato "Altare della Patria"

Il clima vissuto durante la cerimonia di inaugurazione del Vittoriano fu connotato da un intenso spirito unitario e nazionale. Nonostante questa atmosfera conciliante ci furono delle voci fuori dal coro. Alla solenne manifestazione erano infatti contrari i socialisti (in quel momento guidati dall'ala massimalista, che era quella più intransigente e radicale) per via della loro ideologia internazionalistica, che è all'antitesi del patriottismo che si fu poi respirato durante l'inaugurazione del Vittoriano, e i repubblicani, che erano critici verso questa cerimonia visti gli indiscutibili connotati monarchici che possedeva il monumento.
Il costo complessivo per costruire il Vittoriano, che è sorto al centro della Roma antica venendo a quella moderna grazie a strade che dipartono a raggiera da piazza Venezia, fu di circa 30 milioni di lire. Per realizzare le sue fondamenta fu invece necessario sbancare 70 000 metri cubi di terreno.

## La tumulazione del Milite Ignoto

### La scelta della salma e il viaggio in treno

Maria Bergamas, madre di un disperso della prima guerra mondiale, che scelse la salma da inumare all'altare della Patria

Dopo la prima guerra mondiale l'Altare della Patria venne scelto per ospitare la tomba del Milite Ignoto, ovvero di un soldato italiano morto durante il primo conflitto mondiale, la cui identità resta sconosciuta a causa delle gravi ferite che hanno reso irriconoscibile il corpo: proprio per questo motivo rappresenta tutti i militari italiani che morirono durante le guerre. Il motivo del suo spiccato simbolismo risiede nella transizione metaforica dalla figura del soldato, a quella del popolo e infine a quella della nazione: questo passaggio tra concetti sempre più ampi e generici è dovuto ai tratti indistinti della non identificazione del soldato.
La scelta della salma da inumare all'Altare della Patria in una tomba che sarebbe diventata il monumento al Milite Ignoto fu fatta tra undici salme di soldati italiani non identificati, che furono individuate da un'apposita commissione costituita dal Ministero della Guerra. La scelta delle undici salme non fu casuale; ognuna proveniva da una zona precisa del fronte italiano della prima guerra mondiale (Rovereto, le Dolomiti, gli Altipiani, il monte Grappa, Montello, il Basso Piave, il Cadore, Gorizia, il Basso Isonzo, il monte San Michele e Castagnevizza del Carso).
Le undici bare furono poi portate provvisoriamente a Gorizia per poi essere trasferite ad Aquileia. Nel frattempo, all'interno del complesso monumentale dell'Altare della Patria a Roma, fu realizzata la tomba che avrebbe ospitato il Milite Ignoto; la salma del soldato italiano sconosciuto sarebbe stata tumulata sotto la statua della dea Roma, davanti alla statua equestre di Vittorio Emanuele II di Savoia.
La scelta della salma cui dare solenne sepoltura all'Altare della Patria fu affidata a Maria Bergamas, madre di Antonio Bergamas, volontario irredentista di Gradisca d'Isonzo (comune friulano annesso al Regno d'Italia solo dopo la guerra), che aveva disertato dall'esercito austroungarico per unirsi a quello italiano e che era morto in combattimento senza che il suo corpo fosse stato mai ritrovato.

La carrozza che trasportava la salma del Milite Ignoto durante il suo viaggio in treno verso Roma (29 ottobre-2 novembre 1921)

Il corpo del soldato da tumulare all'Altare della Patria fu scelto il 28 ottobre 1921 nella basilica di Aquileia. Maria Bergamas fu condotta di fronte alle undici bare allineate, che passò in rassegna accasciandosi al suolo davanti al decimo feretro su cui, per questo motivo, cadde la scelta.
La bara così selezionata fu quindi collocata sull'affusto di un cannone e deposta su un carro funebre ferroviario seguito da altre sedici carrozze, che venne disegnato per l'occasione da Guido Cirilli: la salma, fino al convoglio ferroviario, fu scortata da alcuni reduci decorati con la medaglia d'oro al valor militare. Le altre dieci salme rimaste ad Aquileia furono tumulate nel cimitero di guerra che circonda il tempio romano, nella Tomba dei dieci militi ignoti.
Il viaggio della salma prescelta verso la Capitale si compì su treno trainato da due locomotive a vapore del gruppo FS 740 (una di esse, l'unità 740.115, è conservata nel Museo nazionale ferroviario di Pietrarsa), sulla linea Aquileia-Roma, passando per Udine, Treviso, Venezia, Padova, Rovigo, Ferrara, Bologna, Pistoia, Prato, Firenze, Arezzo, Chiusi, Orvieto a velocità moderatissima in modo che presso ciascuna stazione la popolazione avesse modo di onorare il caduto. Furono molti gli italiani che attesero, a volte anche per ore, il passaggio del convoglio al fine di poter rendere onore alla salma del Milite Ignoto.

### La cerimonia di tumulazione

L'arrivo della salma del Milite Ignoto all'Altare della Patria (4 novembre 1921)

Una Stella d'Italia in bronzo era collocata su una delle due locomotive che trainava il carro funebre ferroviario, mentre una seconda era rappresentata sull'edificio principale della stazione di Roma Tiburtina, all'epoca conosciuta come "stazione di Portonaccio", che accolse il convoglio nella destinazione finale. Le bandiere di tutti i reggimenti delle forze armate italiane e le rappresentanze dei combattenti, delle vedove e delle madri dei caduti, con re Vittorio Emanuele III di Savoia in testa, accolsero l'arrivo della salma muovendosi incontro al Milite Ignoto; quest'ultimo fu poi portato da un gruppo di decorati di medaglia d'oro nella basilica di Santa Maria degli Angeli e dei Martiri.
La salma del Milite Ignoto fu sepolta con cerimonia solenne all'Altare della Patria il 4 novembre 1921 in occasione della Giornata dell'Unità Nazionale e delle Forze Armate e da allora la sua tomba è sempre vigilata da un picchetto d'onore e da due fiamme che ardono perennemente.
La cerimonia del 4 novembre 1921 è stata la più importante e partecipata manifestazione patriottica dell'Italia unita, visto che vi presero parte un milione di persone. Tale celebrazione rappresentò anche il recupero, da parte degli italiani, di quello spirito patriottico che era stato annacquato dalle sofferenze patite durante la prima guerra mondiale. L'Altare della Patria, pensato inizialmente come ara della dea Roma, diventò quindi anche sacello del Milite Ignoto.

La cerimonia di tumulazione del Milite Ignoto all'Altare della Patria (4 novembre 1921) vista da piazza Venezia

Parteciparono anche i socialisti e i comunisti: costoro infatti, come già accennato, erano legati a un'ideologia internazionalistica per definizione, e quindi furono ufficialmente avversi a questa celebrazione a causa dei suoi forti connotati patriottici. Inoltre le forze politiche socialiste, durante il dibattito parlamentare che portò poi l'Italia a partecipare alla prima guerra mondiale, erano in parte contrarie a un intervento diretto del Paese in questo conflitto. I socialisti resero comunque onore al Milite Ignoto definendolo «proletario straziato da altri proletari».
Il Vittoriano è stato così consacrato alla sua valenza simbolica definitiva diventando – grazie al richiamo della figura di Vittorio Emanuele II di Savoia e alla realizzazione dell'Altare della Patria – un tempio laico dedicato metaforicamente all'Italia libera e unita e celebrante – in virtù della tumulazione del Milite Ignoto – il sacrificio per la patria e per gli ideali ad essa collegati.

## Il completamento

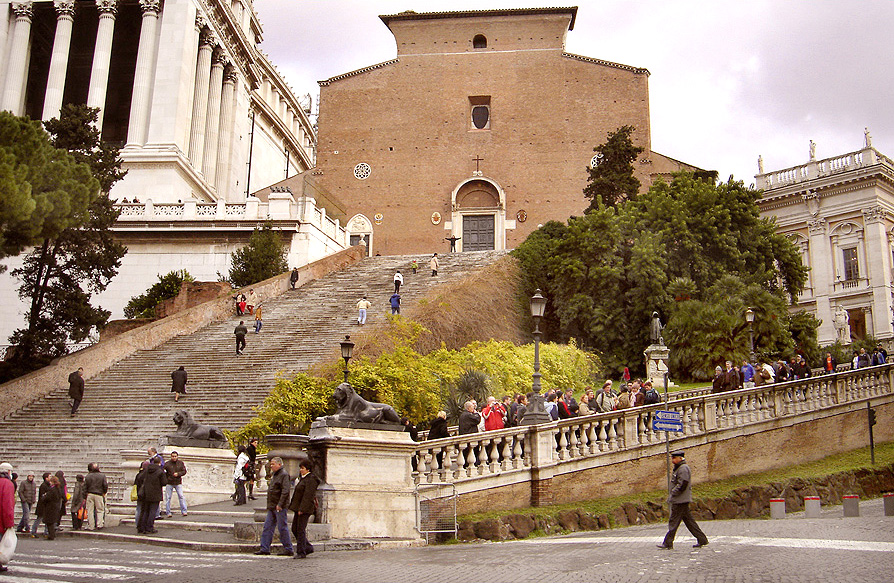
La basilica dell'Ara Coeli. Sulla sinistra si intravede il Vittoriano

Il Vittoriano in questi anni (e fino agli anni quaranta del XX secolo) fu un apprezzato simbolo nazionale, esempio di arte "moderna", che si affiancava ai monumenti dell'antica Roma e a quelli della Roma dei papi, ovvero relativi ai due periodi in cui l'Italia fu uno dei centri della storia mondiale; Primo Levi, già nei primi anni del XX secolo, spiegò la scelta di elevare il Vittoriano sul colle del Campidoglio, che definì metaforicamente il centro della "Terza Roma", richiamando una futura e ipotetica terza epoca della storia d'Italia, dopo la Roma antica e la Roma dei papi (quest'ultima era vista come la naturale conseguenza della prima: il "confine" tra le due era la caduta dell'Impero romano d'Occidente), durante la quale la città di Roma sarebbe potuta diventare nuovamente di riferimento per il mondo.:
(Primo Levi riferendosi all'ubicazione del Vittoriano)
La vicinanza della "Terza Roma" alle altre due comunicava indirettamente anche il concetto di unità, ovvero uno degli ideali del Risorgimento, il cui obiettivo fu proprio l'unificazione italiana da un punto di vista politico, sociale e amministrativo: la collocazione del Vittoriano nel cuore del centro storico di Roma è legato proprio a questo contesto politico. Altro concetto che comunicava la scelta di realizzare il Vittoriano, centro della "Terza Roma", vicino alle altre due, era quello che sarebbe stato impossibile separare completamente queste tre epoche storiche, i cui risultati si erano stratificati con il tempo dando origine alla Roma, e di riflesso all'Italia, dell'epoca.

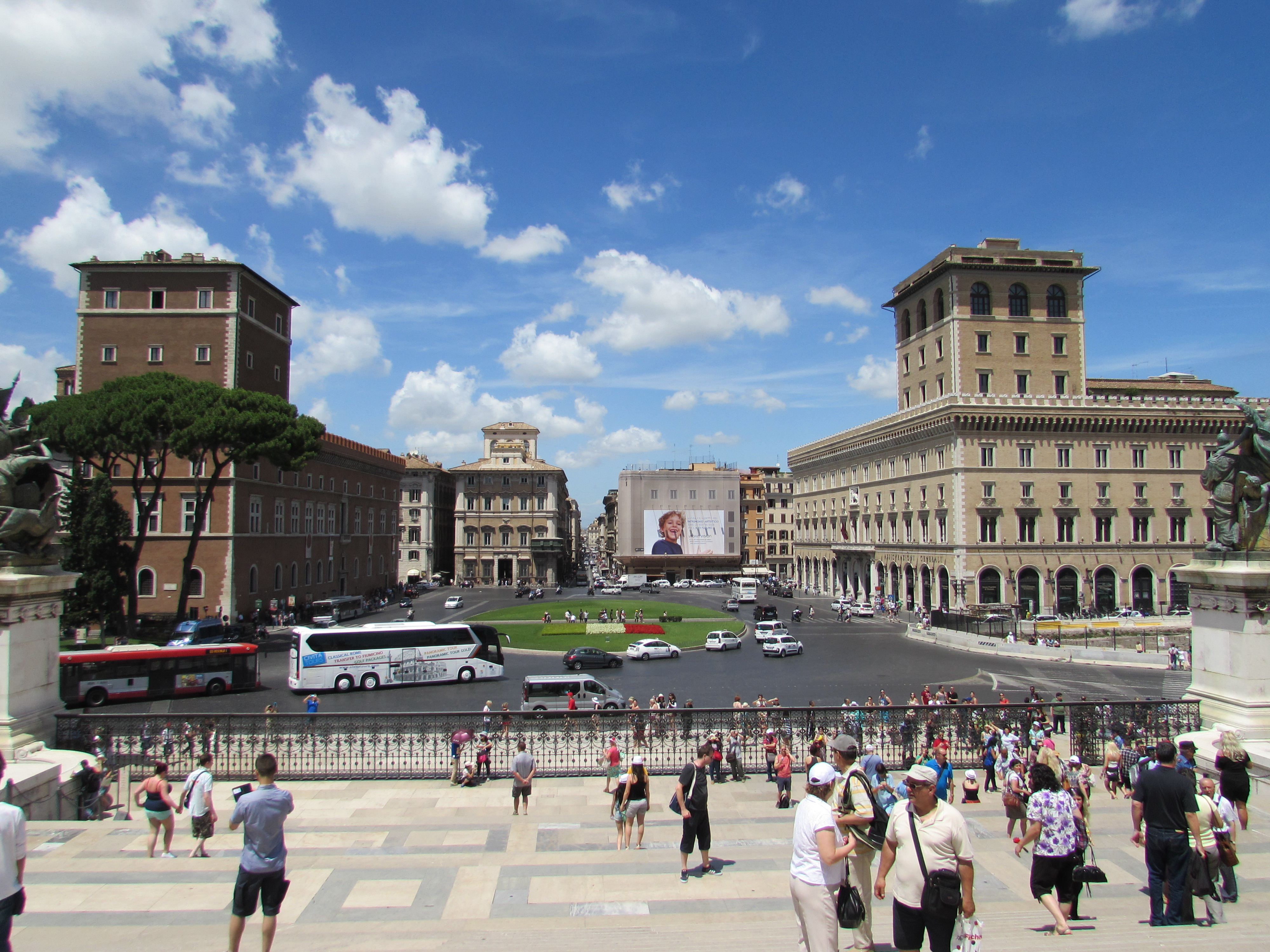
Piazza Venezia vista dall'ingresso del Vittoriano. Si notano il Palazzo delle Assicurazioni Generali (a destra), Palazzo Venezia (a sinistra) e Palazzo Bonaparte (a sinistra dell'imbocco di via del Corso). Al centro è presente una siepe dalla foggia e dai colori della bandiera d'Italia

Sono infatti visibili dalle terrazze più elevate del monumento molte delle più famose testimonianze dell'antica Roma, come il Colosseo, i Fori Imperiali, la Colonna Traiana, il teatro di Marcello,  le Mura serviane e il colle Palatino, e della Roma dei papi, come la basilica di San Pietro in Vaticano, il palazzo del Quirinale, la basilica di San Giovanni in Laterano, basilica di San Marco Evangelista al Campidoglio, la chiesa di Santa Maria di Loreto, la Cordonata capitolina e la basilica di Massenzio. In lontananza sarebbe poi stato visibile anche il Gianicolo, con i busti dei patrioti, che è invece espressione della nuova Italia post risorgimentale. Tra essi, il monumento che si vede più vicino dalla sommità del Vittoriano, come già accennato, è la torre campanaria del Palazzo Senatorio, che si trova proprio dietro il monumento, adiacente alla basilica dell'Ara Coeli.
Nel 1925, in occasione del Natale di Roma (21 aprile), fu inaugurata la parte mancante dell'Altare della Patria, ovvero le sculture realizzate da Angelo Zanelli che affiancano la statua della dea Roma. Con la realizzazione della quadriga dell'Unità e della quadriga della Libertà, che vennero poste sui rispettivi propilei fra il 1924 e il 1927, gli spazi esterni del Vittoriano poterono dirsi completati. In questo contesto, il 19 febbraio 1921, fu sciolta la "Commissione Reale per il Monumento a Vittorio Emanuele II".

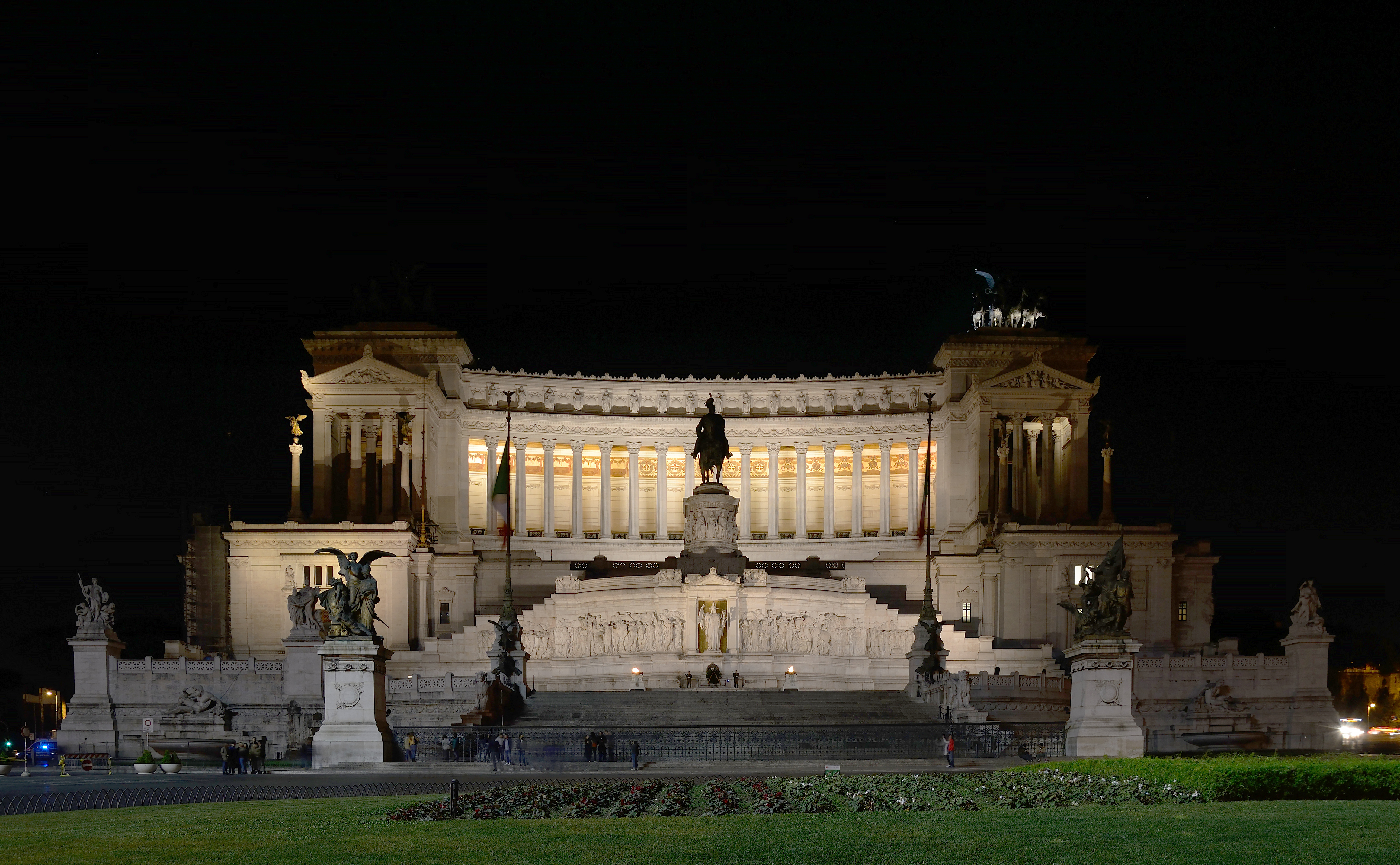
Il Vittoriano di notte

Nel 1928 si decise di sistemare l'area adiacente al Vittoriano aprendo via del Teatro di Marcello; ciò comportò lo smantellamento della secentesca chiesa di Santa Rita in Campitelli, che sorgeva alle pendici della scalinata della basilica dell'Ara Coeli e che fu ricostruita, dieci anni più tardi, nei pressi del teatro di Marcello. I lavori di scavo portarono alla luce l'insula dell'Ara Coeli, risalente al II secolo d.C., ancora oggi visibile sul lato sinistro del Vittoriano. La sistemazione dell'area intorno al monumento fu completata tra il 1931 e il 1933 dall'architetto Raffaele De Vico, che progettò le due esedre alberate a gradoni di travertino.
La cripta del Milite Ignoto fu invece inaugurata durante la manifestazione del 24 maggio 1935, che era dedicata al ventennale dell'entrata in guerra dell'Italia nel primo conflitto mondiale. Questo ambiente è un locale situato sotto la statua equestre di Vittorio Emanuele II, da cui è possibile vedere il lato del sacello del Milite Ignoto che dà verso l'interno del Vittoriano. Si trova quindi in corrispondenza dell'Altare della Patria, da cui invece si può vedere il lato della tomba del Milite Ignoto che dà verso l'esterno dell'edificio.
I lavori di completamento del Vittoriano ebbero luogo alla fine nel 1935, con la realizzazione del Museo centrale del Risorgimento, che fu inaugurato e aperto al pubblico decenni dopo, nel 1970. Nell'occasione fu prevista anche la creazione di un Sacrario delle Bandiere, deputato a ospitare un'esposizione delle bandiere militari italiane storiche. I suoi prodromi furono il trasferimento all'interno del Vittoriano delle bandiere di guerra dei reggimenti disciolti che in precedenza si trovavano a Castel Sant'Angelo: anche il Sacrario delle Bandiere fu inaugurato e aperto al pubblico decenni dopo, il 4 novembre 1968, in occasione della Giornata dell'Unità Nazionale e delle Forze Armate.
Il completamento degli spazi interni, compresa la cripta del Milite Ignoto (con mosaici di Giulio Bargellini), è dovuto ad Armando Brasini, già direttore artistico del Vittoriano. Lo stesso architetto progettò anche il prospetto laterizio a contrafforti su via di San Pietro in Carcere. In questo contesto, nel 1939, la gestione del Vittoriano passò dal Ministero dei lavori pubblici a quello della pubblica istruzione.

## Il fascismo

### Il Vittoriano diventa un simbolo militare

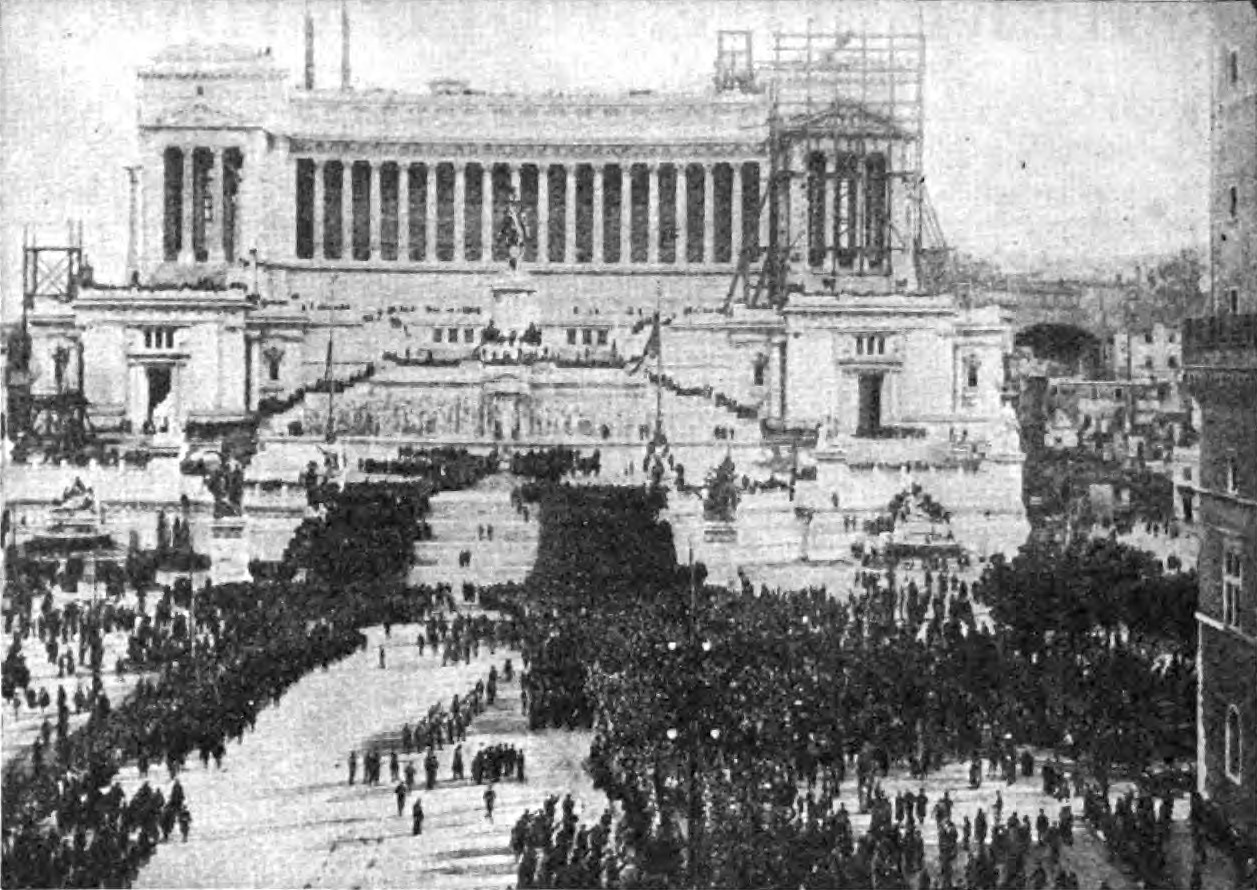
Il Vittoriano durante la tappa conclusiva della marcia su Roma (28 ottobre 1922). Si noti la mancanza delle statue delle quadrighe, che vennero poste sulla sommità dei propilei solo successivamente, fra il 1924 e il 1927

Con l'avvento del fascismo il Vittoriano diventò uno dei palcoscenici del regime guidato da Benito Mussolini. I prodromi alla politicizzazione di questo luogo si ebbero già nel 1920, prima della tumulazione del Milite Ignoto (1921) e della marcia su Roma (1922), per via di manifestazioni antisocialiste e antibolsceviche organizzate dai partiti nazionalisti e patriottici che ebbero luogo al Vittoriano prima delle elezioni amministrative dell'ottobre 1920 e delle elezioni politiche del maggio 1921.
Il Vittoriano fu caricato di significato simbolico anche da Mussolini, che lo scelse come tappa finale della marcia su Roma: nell'occasione la celebre manifestazione fascista terminò con l'omaggio alla tomba del Milite Ignoto. Ciò non fu un caso: dato il suo alto valore rappresentativo legato al primo conflitto mondiale, il fascismo fornì al Vittoriano un nuovo simbolismo, quello legato alla militarizzazione della società italiana, che erano uno dei pilastri fondanti del programma politico del partito fondato da Benito Mussolini.
A prima guerra mondiale conclusa e non terminata secondo le aspettative, tant'è che il suo epilogo venne definito "vittoria mutilata" per via della mancato rispetto del Patto di Londra (l'Italia dovette rinunciare ad alcune delle terre promesse dal patto: la Dalmazia settentrionale e i "mandati" sulle ex colonie tedesche e sui territori non turchi dell'ex Impero ottomano), il fascismo fece di tale questione politica uno dei suoi cavalli di battaglia, spesso richiamando le sofferenze e i sacrifici patiti dal popolo italiano durante la guerra.
Quindi il Vittoriano, per la seconda volta, mutò il suo significato metaforico. Dall'originario simbolismo legato alla celebrazione della persona di re Vittorio Emanuele II di Savoia e al ruolo di moderno foro d'Italia, e dalla successiva trasformazione in tempio laico avvenuta con la realizzazione dell'Altare della Patria, il Vittoriano si trasformò anche in uno dei simboli del riscatto militare dell'Italia. Mussolini, quando accettò da re Vittorio Emanuele III l'incarico di formare il suo primo governo, richiamò indirettamente il simbolismo del Vittoriano, visto che pronunciò le parole: "[...] Porto a Vostra Maestà l'Italia di Vittorio Veneto, riconsacrata dalla vittoria. [...]".

Manifestazione fascista al Vittoriano organizzata il 31 ottobre 1922, poco dopo la marcia su Roma

Dopo la marcia su Roma, attraverso la quale Benito Mussolini conquistò il potere, il Vittoriano diventò sempre più spesso un luogo dove il fascismo organizzava le sue manifestazioni. Da tempio laico dove il sentimento che imperava era quello del ricordo dei caduti in guerra, il Vittoriano si trasformò in luogo dove era continuo il richiamo al patriottismo e alla potenza militare dell'Italia. Sulle scalinate del Vittoriano si assiepava parte del pubblico che assisteva ai discorsi proferiti da Benito Mussolini dal celebre balcone di Palazzo Venezia, che si affacciava sull'omonima piazza, di fronte al Vittoriano.
Da questo momento in poi piazza Venezia, e con esso il Vittoriano, diventò il punto nevralgico della propaganda del regime. Considerando che il richiamo alla romanità era uno dei capisaldi della propaganda di regime, la scelta di piazza Venezia non fu caso: oltre al Vittoriano, nei suoi pressi erano presenti, ad esempio, anche il Colosseo e i Fori Imperiali.
Per fissare il Vittoriano nell'immaginario collettivo degli italiani il fascismo, dalla fine degli anni venti, fece un'imponente opera propagandistica sfruttando anche la nascente industria cinematografica italiana, che portò il Vittoriano a essere una presenza costante nei filmati di regime, il cui sfondo era spesso il panorama di Roma. Dal 1928 al 1943 il Vittoriano è comparso in 249 filmati di regime distribuiti nei cinema italiani: 168 di queste apparizioni (il 67,4% del totale) sono state legate a un omaggio al Milite Ignoto, mentre nelle restanti 81 (il 32,5 %) il Vittoriano è stato il teatro di una manifestazione fascista organizzata tra le sue mura.

### Le demolizioni effettuate dal fascismo

Sfilata lungo via dell'Impero per la Decima Leva Fascista, ovvero la decima cerimonia con la quale i Ballila che avevano compiuto 14 anni passano alle Avanguardie, in una foto del 1936. Sullo sfondo, il Vittoriano

In questo contesto l'architetto e ingegnere Gustavo Giovannoni propose la costruzione, nei pressi di piazza di Spagna, di un monumento paragonabile al Vittoriano che celebrasse l'Italia fascista, progetto che non ebbe poi seguito. Questo non fu l'unico punto di contatto tra l'Italia liberale e quella fascista: entrambe avevano l'obiettivo di forgiare una "nuova Italia", ed ambedue avevano tendenze imperialistiche. Ciò che invece li differenziava era il modo con cui volevano perseguire questo obiettivo: l'Italia liberale lasciando il libero arbitrio ai cittadini, il regime fascista con la coercizione e le violenze.
Durante il fascismo Roma conobbe, per la seconda volta nella storia dell'Italia unita dopo i citati stravolgimenti di fine XIX secolo, una massiccia opera di demolizioni di edifici storici. Il progetto generale di mutamento radicale, sia urbanistico che per quanto riguarda la presenza monumentale, della capitale fu chiamato dal fascismo "Grande Roma". Anche in questo caso, l'obiettivo era quello di fornire alla capitale un aspetto più moderno e più legato alla situazione politica dell'epoca. Il fascismo, in particolare, reputò il rifacimento dell'aspetto della capitale come uno delle priorità del governo.
L'opera urbanistica più importante che venne realizzata fu via dell'Impero (la moderna via dei Fori Imperiali), che collega Piazza Venezia, dove sorge il Vittoriano, a Piazza del Colosseo. Per la costruzione di questa importante arteria viabilistica, che avvenne tra il 1931 e il 1932, furono abbattuti un cospicuo numero di edifici storici, sia civili che religiosi, distruggendo circa 5 500 unità abitative. Con le demolizioni effettuate durante il regime fascista, si sono create tre macro-aree di Roma caratterizzate da un contesto storico e architettonico omogeneo: la "Roma monumentale", a sua volta suddivisa nella Roma antica e nella Roma papalina-rinascimentale; la "Roma moderna", quella realizzata dopo la breccia di porta Pia (1870); la "Roma modernissima o fascista".

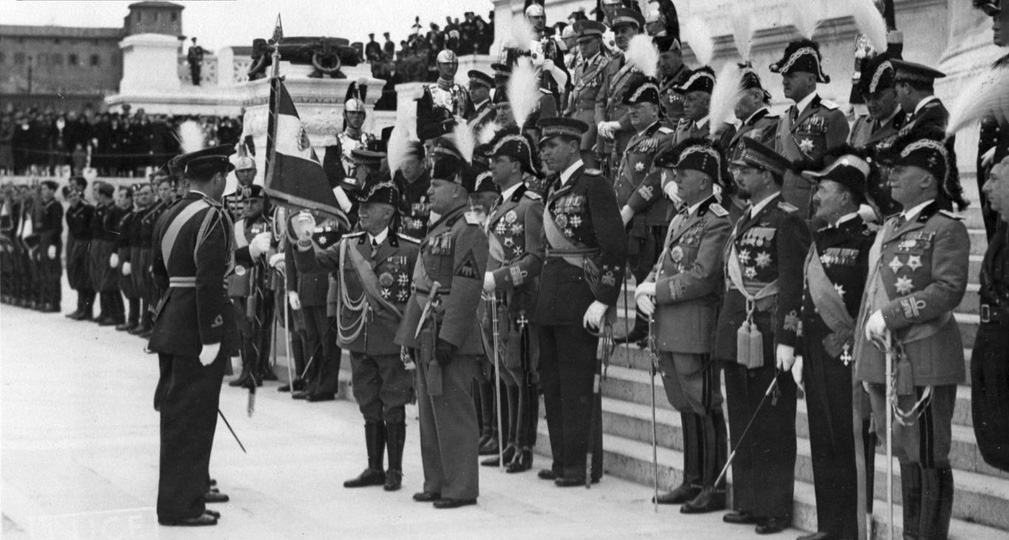
Cerimonia militare al Vittoriano presenziata da re Vittorio Emenuele III (1930 ca)

Il Vittoriano, con le demolizioni operate dal fascismo, era ora pienamente visibile da via del Corso, con le conseguenze prospettiche e sceniche del caso: in precedenza il monumento dedicato a Vittorio Emanuele II, dal punto citato, si scorgeva appena. Inoltre il Vittoriano, era ora anche facilmente riconoscibile dal Colosseo, dal quale poi si poteva imboccare via dell'Impero e giungere in piazza Venezia. Anche il fascismo reputò necessario, come avvenne qualche decennio prima, ampliare e rettificare il percorso di molte arterie viarie esistenti, con l'obiettivo di dare più aria e luce agli edifici e per rendere più scorrevole il traffico lungo le strade. A differenza di quanto accaduto per le demolizioni del XIX secolo e dell'inizio del secolo successivo, durante il regime fascista tutte le voci contrarie agli abbattimenti vennero messe a tacere.
A queste nuove arterie si aggiunse via del Mare, che collegò Roma con il porto di Ostia, con il centro della nuova viabilità formata dagli assi stradali sopramenzionati che gravitava intorno a piazza Venezia, e con essa intorno al Vittoriano. Più in generale, le modifiche all'urbanistica di Roma, e la contestuale opera di demolizione e costruzione di nuovi edifici, operate in epoca fascista, compresi lavori effettuati nei dintorni del Vittoriano, vennero profondamente influenzate dalla grande ambizione nazionalistica del regime: l'obiettivo dichiarato era infatti quello di fare una vera e propria Terza Roma provvista di strade, edifici e monumenti all'altezza degli obiettivi del fascismo.

Re Vittorio Emanuele III di Savoia consegna una medaglia d'oro all'Altare della Patria alla presenza di Benito Mussolini (10 giugno 1942)

Il fascismo però non si limitò a demolire edifici storici e a costruirne di nuovi, ma realizzò una vasta opera di ristrutturazioni dei monumenti antichi nell'ottica di fornire a Roma una doppia peculiarità: moderna capitale della nuova Italia e città fortemente caratterizzata dalla presenza di testimonianze storiche. Quest'ultimo aspetto era legato soprattutto alla storia dell'antica Roma, per cui il fascismo aveva un vero e proprio culto. Il fascismo operò anche una vasta opera di restauro dei monumenti e degli edifici storici della capitale. I restauri non furono mossi solamente da motivi storici e artistici: spesso gli edifici e i monumenti vennero restaurati tenendo in grande considerazione l'attualizzazione dell'antico, modernizzazione che era legata alle condizioni politiche dell'epoca. Spesso gli edifici e i monumenti restaurati facevano da sfondo alla celebrazione del regime, di cui il Vittoriano fu molte volte il protagonista.
Le più grandi perdite, da un punto di vista artistico e storico del patrimonio monumentale di Roma, avvennero però nei primi due decenni dopo la breccia di Porta Pia, ovvero negli anni settanta e negli ottanta del XIX secolo. Le opere di demolizione ordinate dal fascismo subirono una battuta di arresto a causa dello scoppio della seconda guerra mondiale per poi essere definitivamente annullate nel 1946, a conflitto da poco terminato. Il piano regolatore di Roma del 1962 decretò poi l'esatto opposto: la conservazione del centro storico e dei suoi monumenti.
L'obiettivo legato alla costruzione di via dell'Impero era quello di realizzare, come già accennato, una nuova grande strada che congiungesse piazza Venezia, dove sorge il Vittoriano, con Piazza del Colosseo passando dai Fori Imperiali. Con essa scomparvero dalle mappe molte vie di Roma, come via Cremona, via Bonella, via della Croce Bianca, via di San Lorenzo ai Monti, via delle Marmorelle e via della Salaria Vecchia. Scomparve anche la Velia, uno dei colli di Roma, che fu spianato. Fu anche portato a termine, tra il 1926 e il 1933, l'opera di demolizione degli edifici intorno al Vittoriano iniziata alla fine del XIX secolo. Il fascismo, per rendere più spedite le demolizioni e le relative ricostruzioni, soppresse la già citata "Commissione archeologica" assegnando i suoi poteri direttamente al governo.

Autorità della Repubblica Sociale Italiana, con alla testa Rodolfo Graziani, ministro della Difesa Nazionale, si recano a rendere omaggio al Milite Ignoto all'Altare della Patria al Vittoriano (1º ottobre 1943)

Come conseguenza a questi lavori di demolizione e costruzione, piazza Venezia, e con essa il Vittoriano, si trovò al centro urbanistico del quartiere, con cinque strade che vi convergevano, la cui più importante era via dell'Impero. Fu anche completamente rifatta, con la piantumazione di esedre arboree, piazza Venezia. Il Vittoriano non fu quindi solo il protagonista di molte manifestazioni che furono organizzate all'interno del suo perimetro, ma diventò anche un simbolico sfondo di celebrazioni, raduni e sfilate che avvennero in via dell'Impero.

### Il Vittoriano si trasforma in uno dei palcoscenici del regime
Con l'avvento del fascismo, come già accennato, il Vittoriano diventò uno dei palcoscenici del regime per le manifestazioni finalizzate all'ostentazione delle virtù militari dell'Italia. Era però un ruolo di secondo piano, dato che le parate militari avvenivano lungo via dell'Impero (la moderna via dei Fori Imperiali) con il Vittoriano che faceva da semplice sfondo. Il vero protagonista di piazza Venezia era il balcone dell'omonimo palazzo, da dove Benito Mussolini pronunciava i suoi discorsi alla folla. Il Vittoriano mantenne comunque un ruolo di primo piano, che era legato alla presenza della tomba del Milite Ignoto, a cui il regime rendeva spesso omaggio. Anche l'ara dei caduti fascisti, che si trovava sul colle del Campidoglio, aveva un ruolo analogo.
Tra le celebrazioni avvenute al Vittoriano durante il fascismo, quelle più legate al simbolismo del monumento furono la manifestazione avvenuta il 24 maggio 1935, che ricordò l'entrata in guerra dell'Italia vent'anni prima, e quella del 9 novembre 1938, che celebrò il ventennale della vittoria dell'Italia nel primo conflitto mondiale.

Il Vittoriano tra il 1943 e il 1944

Altra manifestazione degna di nota che venne organizzata al Vittoriano fu quella del 18 dicembre 1935, che fu contemporaneamente replicata in tutta Italia e che venne chiamata "oro alla Patria" per via del fatto che era finalizzata alla raccolta di metalli utili alla causa bellica; essa era necessaria per le sanzioni economiche all'Italia fascista decretate dalla Società delle nazioni in risposta all'attacco italiano contro l'Impero d'Etiopia, che portò all'omonima guerra. La regina Elena, che donò le fedi nuziali della famiglia reale in una cerimonia officiata all'Altare della Patria, pronunciò un discorso ufficiale, un cui stralcio recita:
(Discorso della regina Elena al Vittoriano, 18 dicembre 1935)
Il discorso era legato a uno dei messaggi politici del fascismo: la Vittoria riscattata dalla rivoluzione fascista e quindi non più "mutilata". Di questi anni è anche la realizzazione del sacello del milite Ignoto, ovvero della cripta interna al Vittoriano resa visitabile al pubblico, che così può vedere anche l'altro lato della tomba, quello che dà all'interno dell'edificio, e non solo il lato esterno, quello che è in corrispondenza dell'Altare della Patria.

## L'oblio

### Il ritorno al simbolismo originario

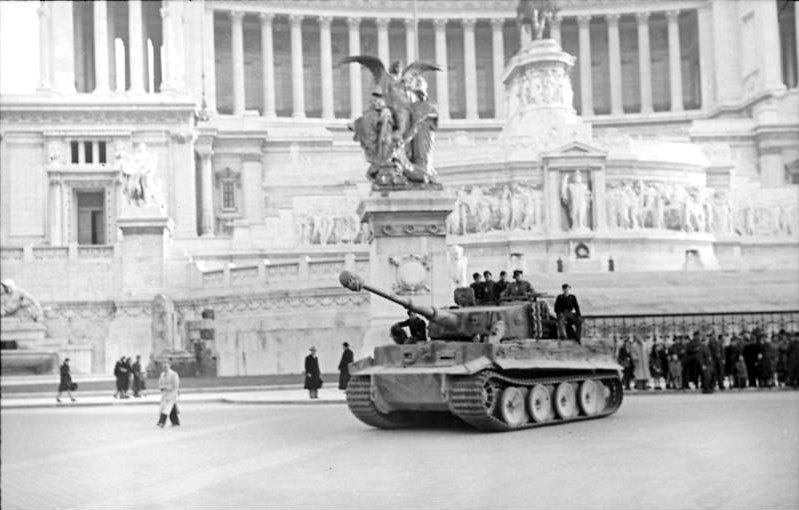
Carro armato pesante della Germania nazista Panzer VI Tiger I di fronte al Vittoriano nel febbraio 1944, durante l'occupazione tedesca dell'Italia

Con la caduta del fascismo (25 luglio 1943) Benito Mussolini fu estromesso dal potere e poi arrestato. Re Vittorio Emanuele III di Savoia diede quindi l'incarico di formare un governo militare a Pietro Badoglio. Nei giorni seguenti il nuovo esecutivo iniziò a prendere contatti con gli alleati per trattare la resa. Poche settimane dopo, il 3 settembre, il governo Badoglio firmò con gli alleati l'armistizio di Cassibile, che venne reso noto l'8 settembre 1943 dallo stesso Badoglio, con cui l'Italia annunciava la resa nei confronti delle truppe anglo-americane.
Approfittando anche del disorientamento dei reparti di truppa e della disgregazione delle strutture dirigenti italiane dopo l'armistizio dell'8 settembre, la Wehrmacht invase l'Italia sopraffacendo, tra l'8 e il 19 settembre 1943, gran parte delle forze armate dell'ex-alleato, catturando centinaia di migliaia di soldati che furono in gran parte internati in Germania come lavoratori coatti, e impadronendosi di un cospicuo bottino di armi ed equipaggiamenti: sulla parte del territorio della Penisola occupata dai tedeschi venne fondata la Repubblica Sociale Italiana con a capo Benito Mussolini, nel frattempo liberato dai nazisti con l'Operazione Quercia.
Con la fine della seconda guerra mondiale (2 settembre 1945), da cui conseguì il referendum del 2 giugno 1946 e la nascita della Repubblica Italiana, il Vittoriano, svuotato dai contenuti militareschi che gli furono associati dal fascismo, tornò alla precedente funzione: un tempio laico dedicato metaforicamente all'Italia libera e unita e celebrante il sacrificio per la patria e per gli ideali ad essa collegati.

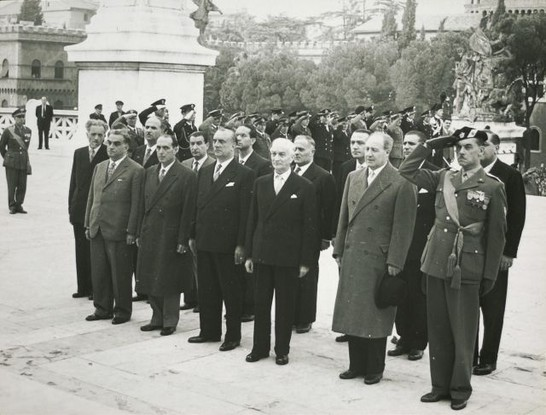
Il Presidente del Consiglio dei Ministri Antonio Segni rende omaggio al Milite Ignoto (4 novembre 1955)

Da questo momento in poi l'Altare della Patria è tornato a essere il teatro di manifestazioni simboliche che rappresentano l'intero popolo italiano. Le più importanti si svolgono annualmente in occasione dell'Anniversario della liberazione d'Italia (25 aprile), della Festa della Repubblica Italiana (2 giugno) e della Giornata dell'Unità Nazionale e delle Forze Armate (4 novembre), durante le quali il Presidente della Repubblica Italiana e le massime cariche dello Stato rendono omaggio al sacello del Milite Ignoto con la deposizione di una corona d'alloro in ricordo ai caduti e ai dispersi italiani nelle guerre.
Già nel 1947 si registrarono le prime avvisaglie dell'uso di parte che alcune forze politiche italiane fecero del Vittoriano e del milite Ignoto. Il primo uso strumentale del monumento fu la deposizione, l'11 febbraio 1947, di una corona d'alloro sulla tomba del Milite Ignoto e la contestuale organizzazione di uno sciopero generale, durante i quali si registrarono incidenti in piazza Venezia tra fazioni politiche avversarie. Il pretesto fu la firma del trattato di Parigi, che avvenne il giorno prima, il 10 febbraio, tramite il quale furono ridisegnati i confini dell'Europa, frontiere italiane comprese, e vennero stabiliti i risarcimenti che le nazioni sconfitte avrebbero dovuto pagare a quelle vittoriose dopo gli eventi legati alla seconda guerra mondiale.
Nel 1948 lo scontro politico fu molto più acceso, visto che erano in programma le prime elezioni libere dopo la caduta del fascismo, che erano previste per il 18 aprile. In questo caso il coinvolgimento del Vittoriano fu molto più diretto: in piazza Venezia, proprio davanti al monumento, fu installato dalla Democrazia Cristiana un cartellone di propaganda elettorale alto quindici metri che mostrava il Vittoriano che "dava un calcio" da dietro a un soldato dell'Armata Rossa, riconoscibile per la presenza dei simboli più celebri del comunismo, la falce e martello e la stella rossa, avente le fattezze di King Kong. Sopra questa scena campeggiava un vistoso "NO!".

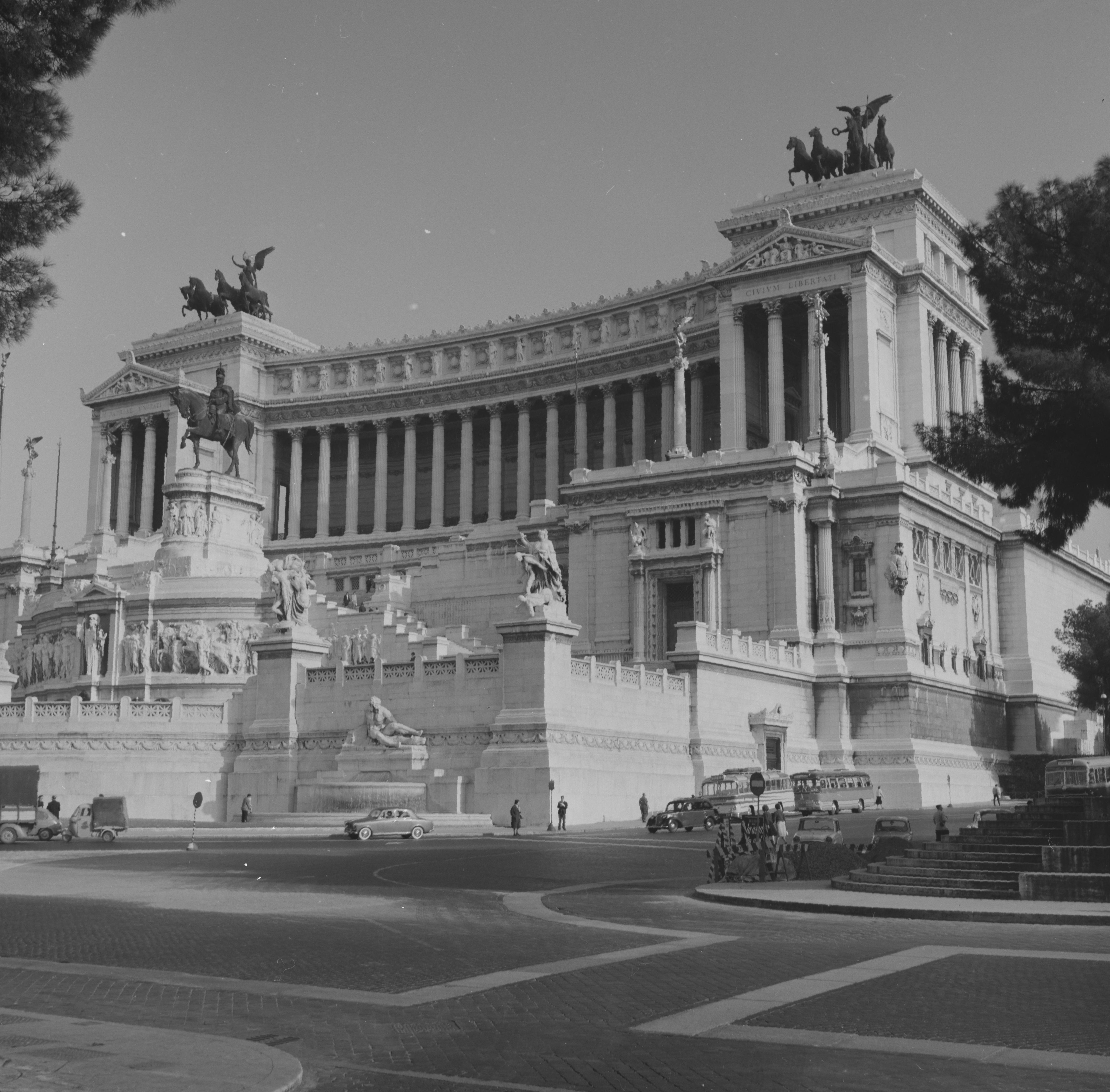
Il Vittoriano a metà del XX secolo

Questo clima politico dai toni fortemente contrastati si stemperò in parte con il passare degli anni. Nel 1955, primo decennale della Liberazione il Presidente della Repubblica Italiana per la prima volta depose una corona d'alloro in omaggio al Milite Ignoto durante le celebrazioni del 25 aprile,. In precedenza il programma della manifestazione prevedeva infatti altri eventi che non comprendevano il solenne atto di ossequio al soldato simbolo di tutti i caduti italiani nelle guerre. A partire dal 25 aprile 1955, la deposizione di una corona d'alloro al sacello del Milite Ignoto è entrata a far parte del programma ufficiale della manifestazione.
Il solenne omaggio del 25 aprile 1955 non fu privo di contrasti. Accanto alle delegazioni dell'ANPI, della FIAP e della FIVL, ovvero delle associazioni partigiane comuniste, azioniste e cattoliche, che presenziarono all'Altare della Patria insieme al Presidente della Repubblica, si registrarono contestazioni di piazza ad opera dei giovani di destra ed estrema destra del Movimento Sociale Italiano.
Il 23 febbraio 1958, nel decennale dell'entrata in vigore della Costituzione repubblicana, ci fu la solenne traslazione al Vittoriano della bandiera del comando del corpo volontari della libertà, ovvero della struttura di coordinamento generale della Resistenza italiana durante la seconda guerra mondiale, ufficialmente riconosciuta sia dagli Alleati che dal governo Badoglio. Questo vessillo si aggiunse alle bandiere di guerra dei reggimenti disciolti dell'esercito che erano conservate nel Vittoriano già dal 1935 in attesa dell'inaugurazione di un Sacrario delle Bandiere aperto al pubblico.
Il 14 giugno 1961 il sacrario fu arricchito dalle bandiere della Marina Militare e da alcuni cimeli legati alla storia navale militare italiana. Nel complesso, il Sacrario delle Bandiere fu inaugurato e aperto al pubblico il 4 novembre 1968, in occasione della Giornata dell'Unità Nazionale e delle Forze Armate. In questo contesto, il 2 ottobre 1970 fu inaugurato e aperto al pubblico il Museo centrale del Risorgimento al Vittoriano: l'occasione fu la commemorazione del centenario del plebiscito che decretò l'annessione del Lazio al Regno d'Italia.

### Il declino e la chiusura

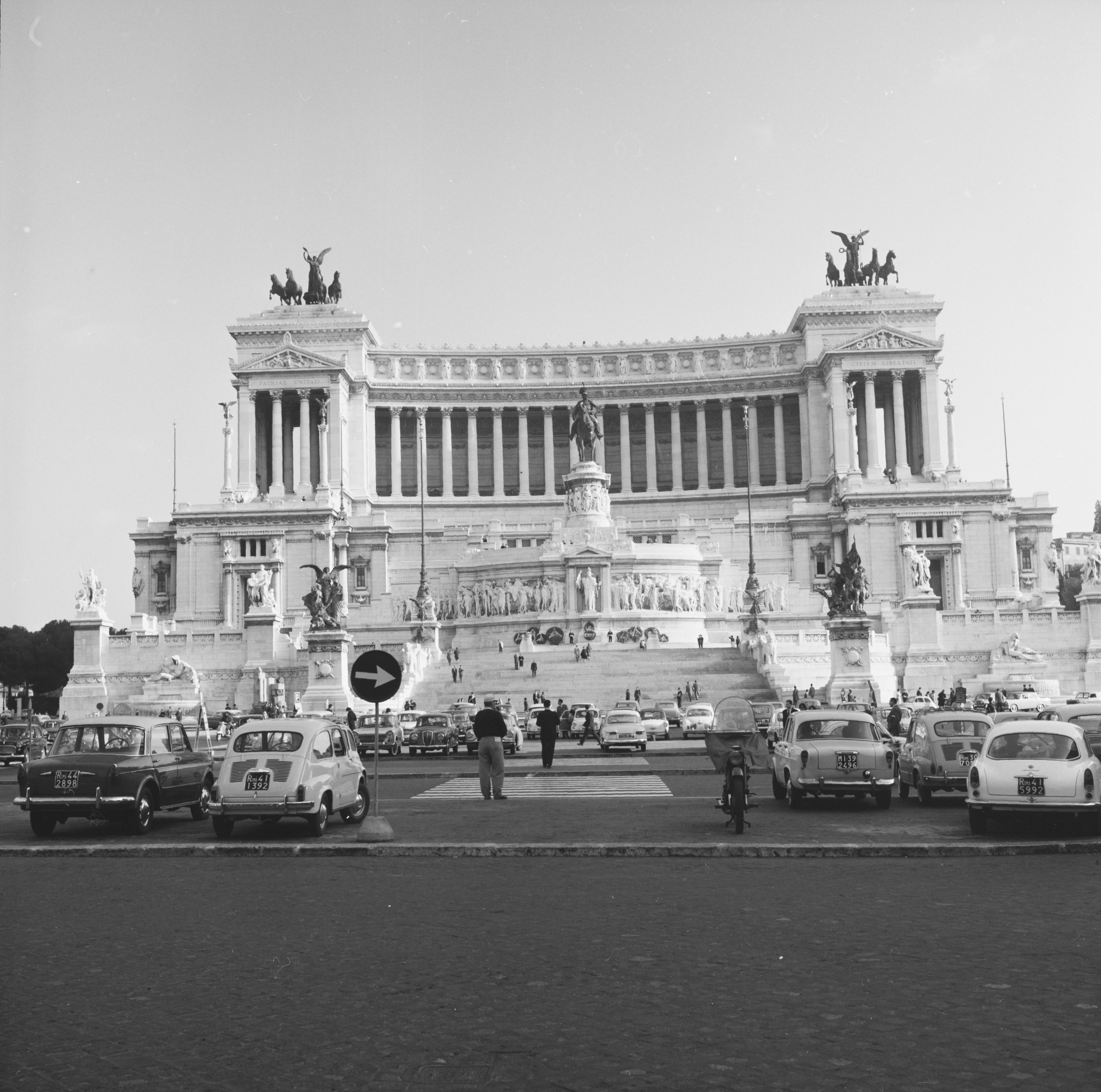
Il Vittoriano a metà del XX secolo

Negli anni sessanta del XX secolo per il Vittoriano iniziò un lento disinteressamento da parte degli italiani. Il Vittoriano non era infatti più considerato uno dei simboli dell'identità nazionale, ma iniziò a essere visto come un ingombrante monumento rappresentante un'Italia sorpassata dalla storia. Complice il sempre più evidente stato di abbandono, sempre meno persone partecipavano alle celebrazioni che avvenivano al Vittoriano, comprese quelle che interessavano il Milite Ignoto. Da più parti si giunse anche proporre di abolirle oppure di trasferirle altrove. Era ancora vivo il ricordo delle adunate oceaniche fasciste in piazza Venezia e il Vittoriano, che era il suo sfondo, progressivamente, scivolò in una damnatio memoriae che causò la sua progressiva esclusione dall'immaginario collettivo degli italiani.
A questo si aggiunse la memoria delle demolizioni e degli sventramenti di interi isolati storici di Roma, sia negli anni della costruzione del Vittoriano sia durante il ventennio fascista, che lasciò un ricordo nostalgico. Anche da parte delle istituzioni ci fu un mutamento: da eventi coinvolgenti e emozionanti si passò a commemorazioni rituali e asettiche con sempre meno spettatori che vi assistevano. Il Vittoriano si trasformò quindi in un semplice edificio di Roma svuotato di tutto il suo simbolismo con piazza Venezia che diventò, a causa dell'espansione urbanistica di Roma avvenuta negli anni cinquanta del XX secolo e del conseguente aumento del traffico veicolare, un semplice punto nevralgico del sistema stradale della capitale.

Come da prassi per i Capi di Stato esteri in visita in Italia, John Fitzgerald Kennedy (presidente degli Stati Uniti d'America) si appresta a rendere omaggio al Milite Ignoto accompagnato dal ministro della difesa Giulio Andreotti (luglio 1963)

Il 12 dicembre 1969 il Vittoriano fu colpito da un attentato: nel pomeriggio vennero fatte esplodere due bombe, che non fecero vittime e che esplosero intorno alle 17:30, a dieci minuti una dall'altra, in concomitanza con la strage di piazza Fontana a Milano. Furono collocate lateralmente, in corrispondenza di ciascun propileo. Una riuscì a scardinare la porta del Museo centrale del Risorgimento, che volò per sette metri, e a rompere le vetrate della basilica di Santa Maria in Aracoeli, mentre l'altro ordigno rese pericolante il basamento di un pennone. A causa dei danni dovuti all'attentato il Vittoriano venne chiuso al pubblico, e tale restò per quarant'anni.
Sulla scia del clima politico degli anni settanta e a causa della chiusura al pubblico, il Vittoriano conobbe un lungo periodo di oblio da parte sia delle istituzioni sia dei cittadini. Nel 1975 passò in carico dal Ministero della pubblica istruzione al neonato Ministero per i beni culturali, dicastero cui tuttora compete. Nel 1981, tramite decreto datato 20 maggio, il ministero dichiarò l'importanza storica e artistica del Vittoriano, riallacciandosi alla precedente legge n. 1089 del 1º giugno 1939.

### La proposta di "ruderizzazione"
Negli anni settanta e ottanta del XX secolo il Vittoriano iniziò a sollevare polemiche nella critica d'arte, che vedeva nell'edificio un tentativo anacronistico e mal riuscito di riportare a Roma la classicità dell'età imperiale; d'altra parte, già nel 1913, Giovanni Papini lo definì "Vespasiano di lusso", mentre nel 1931, in occasione di una manifestazione, i futuristi irriverentemente lo chiamarono "pisciatoio". Giornalisti e scrittori polemicamente soprannominarono il monumento "torta nuziale" e "macchina per scrivere".

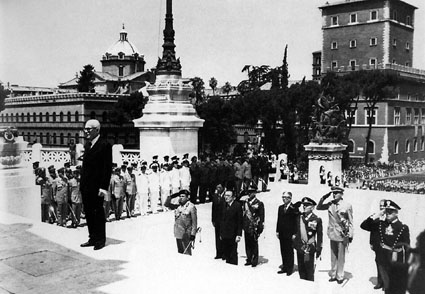
Il Presidente della Repubblica Sandro Pertini rende omaggio al Milite Ignoto

Alla fine degli anni ottanta sorse un movimento d'opinione che ne voleva la "ruderizzazione", ossia il completo abbandono a sé stesso a cui sarebbe seguita una fase di smantellamento parziale, con l'asportazione delle opere artistiche più importanti, che sarebbero state musealizzate, e la conversione del monumento a semplice luogo di passeggio sopraelevato con l'abbattimento delle sue parti più imponenti e simboliche, come parte del sommoportico e dei propilei. In questo modo il Vittoriano non sarebbe più spiccato agli occhi dei visitatori e avrebbe avuto una monumentalità paragonabile a quella degli edifici circostanti.
Più in generale, il Vittoriano è ricco di significati allegorici che secondo i suoi realizzatori dovevano essere chiari e univoci. Tale obiettivo non fu però raggiunto, visto che durante la sua storia il vittoriano ha spesso avuto dell'interpretazioni ambigue. È stato utilizzato come simbolo da due classi dirigenti molto differenti, anche nel modo con cui comunicavano i loro messaggi politici: l'Italia liberale e quella fascista.
L'ambivalenza intrinseca del Vittoriano va forse ricercata nel Risorgimento, che fu caratterizzato da una natura duale: da una parte i patrioti, dall'altra parte la maggioranza silenziosa formata principalmente da contadini e dalla classe media che era indifferente al processo di unificazione italiana. I soprannomi dissacranti che furono dati al Vittoriano derivano proprio da questo aspetto: dato che non tutti gli italiani furono coinvolti nelle guerre risorgimentali, parte della popolazione non aveva quella deferenza nei confronti del Vittoriano che era invece era tipica dei patrioti.

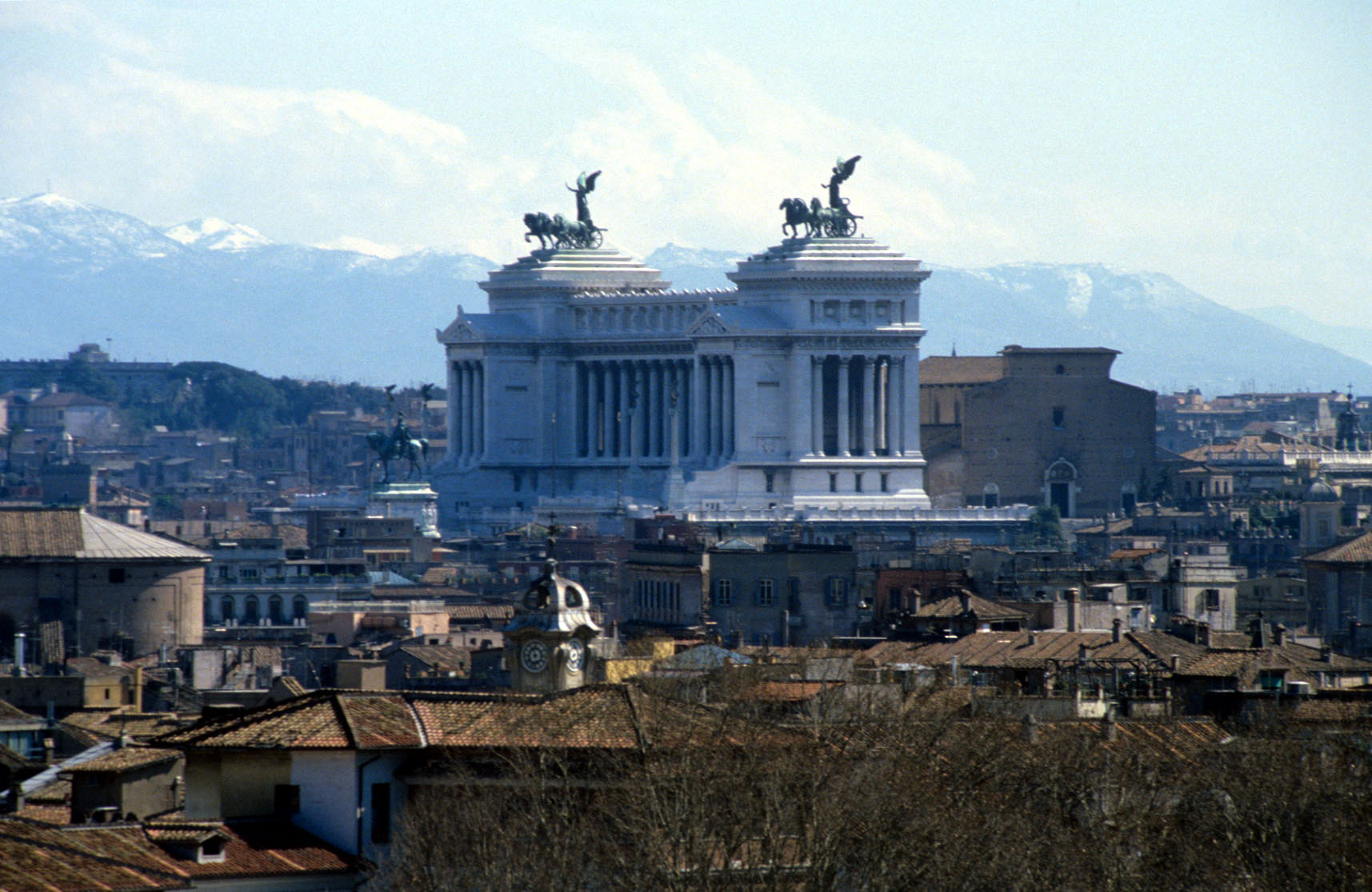
Il Vittoriano si staglia sul paesaggio di Roma in una foto del 1988

A questo si aggiunse l'iniziale ostilità del Papato, che fu originata dalla questione romana, ovvero dalla presa di Roma e dalla conseguente relegazione del papa nei Palazzi Apostolici, che fu risolta dopo alcuni decenni grazie alla firma dei Patti Lateranensi (11 febbraio 1929). Anche i patrioti non erano compatti: fin dall'inizio furono infatti divisi in federalisti e centralisti, in monarchici e in repubblicani, ecc..
Inoltre si criticava aspramente la scelta, compiuta dalla commissione reale durante il secondo concorso, di demolire gli edifici medievali, anche monumentali, che sorgevano sul colle del Campidoglio, al fine di erigere il nuovo monumento in un luogo altamente simbolico. Si criticava anche la scelta di usare il marmo botticino (che non fu però del Sacconi), ritenuto di colore troppo chiaro rispetto ad altri monumenti di Roma. Chi voleva la ruderizzazione del Vittoriano propose di ripristinare in parte l'antica viabilità di piazza Venezia, ricostruendo, tra l'altro, palazzo Torlonia e modificando gli antichi allineamenti delle vie rispetto a via del Corso.
Per quelli che pensavano alla sua ruderizzazione, sarebbe stato meglio trasferite la tomba del Milite Ignoto altrove, ad esempio all'interno del Parco della Rimembranza, nel quartiere Parioli. Questa area verde era altamente simbolica: fu infatti creata nel 1923 sulla scorta di una disposizione del sottosegretario della pubblica istruzione Mario Lupi che predisponeva la creazione, lungo tutta l'Italia, di parchi o viali alberati lungo i quali era presente un numero di alberi almeno pari al numero dei caduti e dei dispersi della comunità comunale. Ognuno di questi alberi era caratterizzato dalla presenza di una targhetta riportante il nome di un caduto o di un disperso della prima guerra mondiale.

## La riscoperta

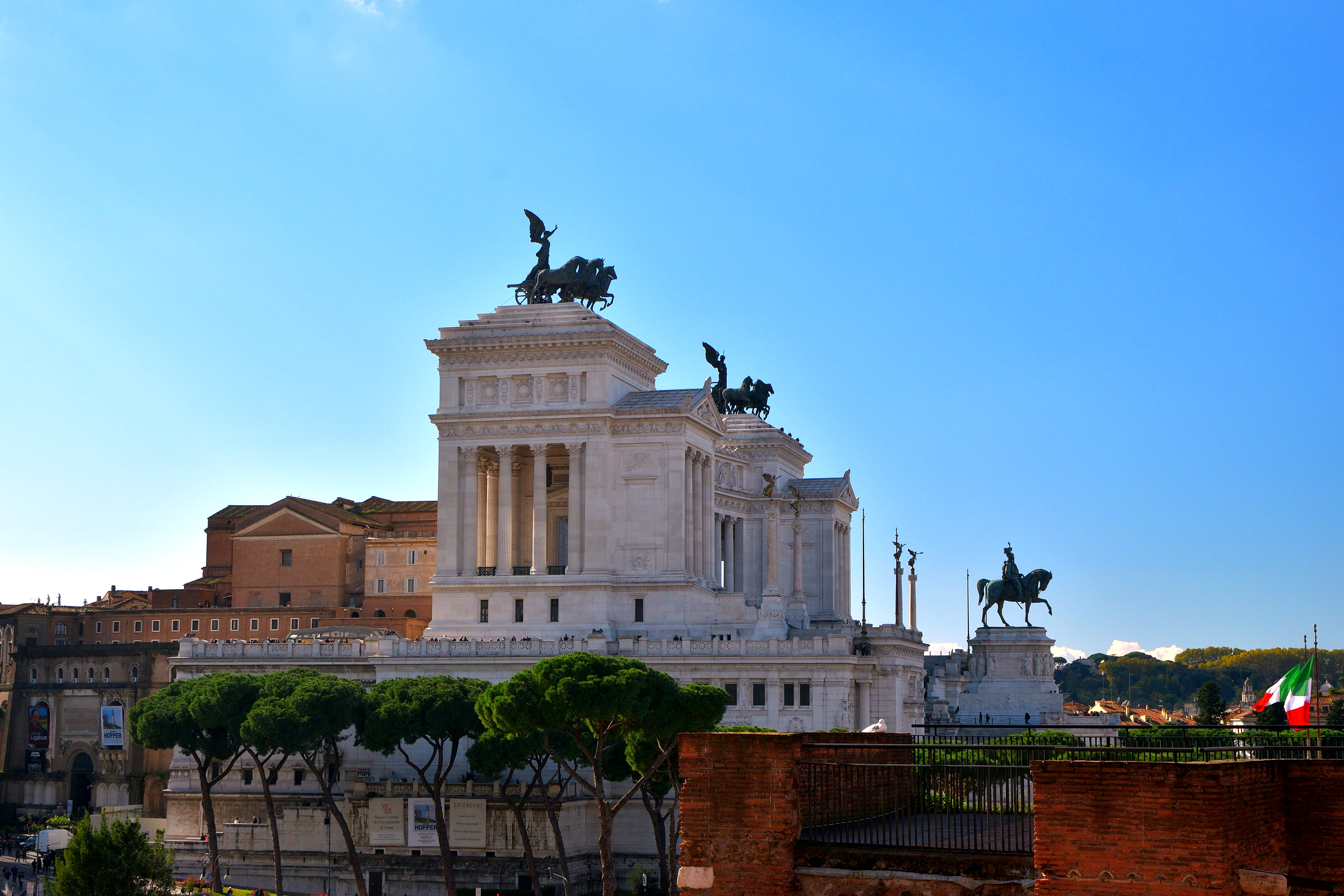
Veduta laterale del Vittoriano

Fu il Presidente della Repubblica Italiana Carlo Azeglio Ciampi, all'inizio del XXI secolo, a iniziare un'opera di riscoperta e di valorizzazione dei simboli patri italiani, Vittoriano compreso. Grazie all'iniziativa di Ciampi, il Vittoriano ha riacquisto l'importanza simbolica che aveva un tempo. L'opera di Ciampi è stata ripresa e continuata anche dal suo successore, Giorgio Napolitano, con particolare risalto durante le celebrazioni del 150º anniversario dell'Unità d'Italia.
Nello specifico, il monumento è stato reso nuovamente accessibile al pubblico grazie alla volontà di Carlo Azeglio Ciampi, dopo un accurato restauro, il 24 settembre 2000, in occasione della cerimonia di apertura dell'anno scolastico 2000-2001, la cui parte più importante, che avvenne proprio al Vittoriano alla presenza del Presidente della Repubblica Italiana.
Il Vittoriano fu poi aperto ufficialmente al pubblico il 4 novembre successivo, in occasione della commemorazione della Giornata dell'Unità Nazionale e delle Forze Armate. Ciampi lo propose come un nuovo foro di Roma, il "foro della Repubblica". In quella occasione Ciampi così si espresse:
(Carlo Azeglio Ciampi)

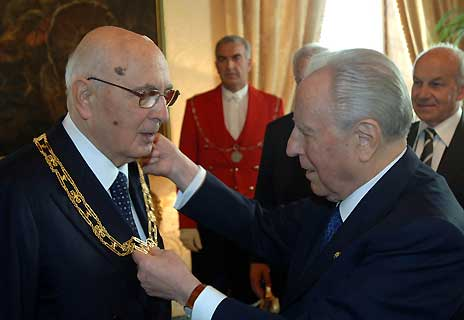
Giorgio Napolitano riceve dal Presidente della Repubblica Carlo Azeglio Ciampi le insegne di cavaliere di gran croce decorato di gran cordone (15 maggio 2006)

Dal 4 novembre 2000 in poi le cerimonie simbolicamente più importanti dell'Anniversario della liberazione d'Italia (25 aprile), della Festa della Repubblica Italiana (2 giugno) e della Giornata dell'Unità Nazionale e delle Forze Armate (4 novembre) avvengono stabilmente al Vittoriano. Il Vittoriano è anche diventato importante sede museale di collezioni inerenti all'identità nazionale italiana: gli spazi espositivi presenti (il Museo centrale del Risorgimento e il Sacrario delle Bandiere) sono stati rilanciati con un'opera di potenziamento e aggiornamento che li ha resi sempre più frequentati dai turisti.
Nel 2002, dopo un'altra serie di interventi di restauro, sono stati aperti al pubblico nuovi luoghi del Vittoriano. Alcuni di questi interventi sono stati realizzati anche grazie a parte degli introiti del gioco del lotto, in base a quanto stabilito dalla legge n° 662 del 23 dicembre 1996.
In occasione della cerimonia di apertura dell'anno scolastico 2003-2004, che si svolse nuovamente al Vittoriano, il Presidente della Repubblica Italiana Carlo Azeglio Ciampi aggiunse, a proposito di questo monumento:
(Carlo Azeglio Ciampi)

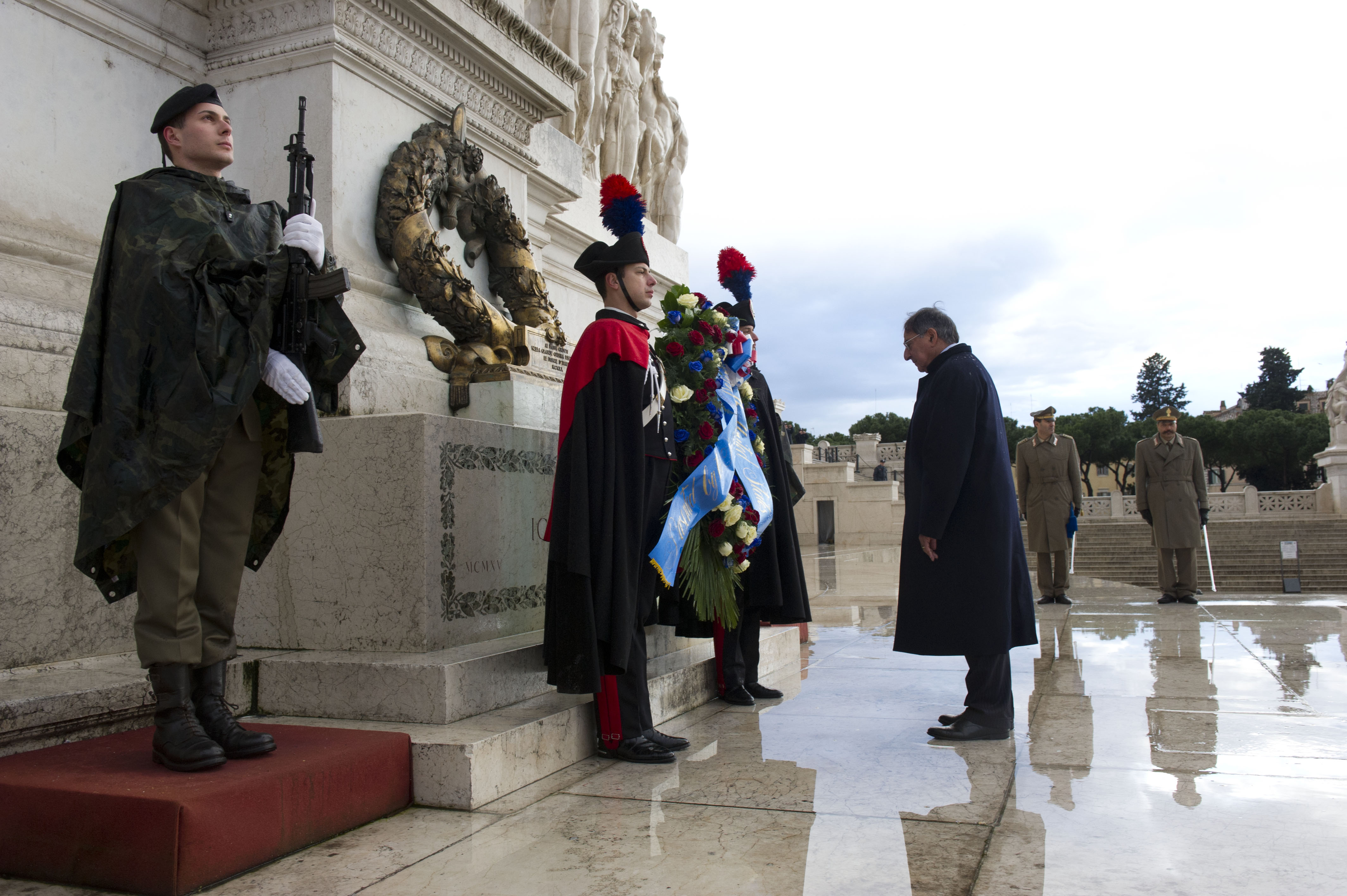
Il segretario della difesa degli Stati Uniti d'America Leon Panetta rende omaggio al Milite Ignoto (16 gennaio 2013)

Carlo Azeglio Ciampi, in riferimento alla presenza, tra le opere d'arte del Vittoriano, delle statue delle città e delle regioni italiane dichiarò:
(Carlo Azeglio Ciampi)
Alla riscoperta del valore simbolico si accompagnò anche una più serena valutazione degli aspetti architettonici: il Vittoriano è oggi visto dalla più aggiornata critica d'arte come un importante passo nella ricerca di un nuovo "stile nazionale", che avrebbe dovuto caratterizzare il Regno d'Italia da poco costituito. Il Vittoriano appare dunque oggi come un ottimo esempio dell'arte del primo periodo dell'unità nazionale, fusione di eclettismo e neoclassicismo, sia per sé stesso, sia per le numerose opere d'arte che accoglie.
Questo rilancio del Vittoriano è andato di pari passo con la costante e crescente opera di valorizzazione degli altri simboli patri italiani. Come già accennato, il Vittoriano è proprietà del Ministero dei beni culturali che, dal 1º febbraio 2005, lo gestisce tramite la direzione regionale per i beni culturali e paesaggistici del Lazio, poi Direzione regionale Musei Lazio. Nel 2020 il monumento è stato unito al vicino Museo nazionale di Palazzo Venezia entro un'unica amministrazione, creando un nuovo ente dotato di autonomia speciale.

### Esplicative
1. ↑  L'etimologia stessa della parola "travertino" (litus tiburtinum) ricorda le tante cave di estrazione vicine a Roma. Si veda  Storia del travertino, su casaeditriceonline.it. URL consultato il 1º gennaio 2018.

### Bibliografiche
1. 1 2 3 4 5  Tobia, p. 109.
2. 1 2 3 4 5 6 7 8 9 10 11   Il Vittoriano, su difesa.it. URL consultato il 1º gennaio 2018.
3. 1 2 3  Levi, p. 324.
4. ↑  Anche la pratica dell'inno nazionale e l'esposizione regolamentare. della bandiera.
5. 1 2 3   L'Altare della Patria, su quirinale.it. URL consultato il 1º gennaio 2018.
6. 1 2  Levi, p. 310.
7. 1 2 3 4  Tobia, p. 23.
8. 1 2  Coppola, p. 17.
9. 1 2 3  Levi, p. 311.
10. 1 2 3  Tobia, p. 24.
11. ↑  Levi, pp. 311-312.
12. ↑  Tobia, pp. 24-25.
13. 1 2 3  Tobia, p. 26.
14. 1 2 3 4  Coppola, p. 18.
15. 1 2  Levi, p. 312.
16. ↑  Tobia, pp. 27-31.
17. 1 2  Tobia, p. 30.
18. ↑  Tobia, p. 31.
19. 1 2  Levi, p. 313.
20. ↑  Kostof, p. 57.
21. ↑  Tobia, pp. 29 e 31.
22. ↑  Tobia, pp. 29-30.
23. ↑  Tobia, p. 29.
24. 1 2 3 4 5  Coppola, p. 21.
25. 1 2 3 4  Tobia, p. 33.
26. ↑   Capitolino, in Treccani.it – Vocabolario Treccani on line, Roma, Istituto dell'Enciclopedia Italiana. URL consultato il 5 marzo 2018..
27. 1 2 3 4 5  Coppola, p. 22.
28. 1 2 3 4  Kostof, p. 13.
29. 1 2 3  Kostof, p. 9.
30. ↑  Tobia, pp. 31-32.
31. 1 2 3  Tobia, p. 34.
32. 1 2 3 4 5 6 7 8 9  Coppola, p. 23.
33. 1 2 3 4 5 6 7 8  Ugolini, p. 11.
34. 1 2 3  Levi, p. 314.
35. 1 2  Coppola, p. 28.
36. 1 2 3 4  Coppola, p. 30.
37. 1 2 3  Levi, p. 317.
38. ↑  Tobia, pp. 37-38.
39. ↑  Coppola, p. 34.
40. 1 2  Tobia, p. 38.
41. ↑  Tobia, p. 37.
42. 1 2  Levi, p. 322.
43. 1 2 3  Coppola, p. 11.
44. ↑  Agnew, p. 232.
45. 1 2 3 4 5 6 7 8 9 10 11 12 13 14 15 16  Coppola, p. 37.
46. 1 2 3   SACCONI, Giuseppe, in Dizionario biografico degli italiani, Roma, Istituto dell'Enciclopedia Italiana. URL consultato il 15 marzo 2018..
47. 1 2 3 4  Tobia, p. 59.
48. 1 2 3  Levi, p. 318.
49. ↑   Distanza Brescia — Roma in chilometri, miglia, su it.utc.city. URL consultato il 24 febbraio 2018.
50. ↑  Coppola, pp. 34-35.
51. 1 2 3  Tobia, p. 42.
52. ↑  Coppola, p. 44.
53. ↑  Tobia, pp. 42-43.
54. ↑  Tobia, p. 43.
55. ↑   MONUMENTO NAZIONALE A VITTORIO EMANUELE II, Roma (PDF), su proctorspa.it. URL consultato il 18 gennaio 2018 (archiviato dall'url originale il 10 luglio 2012).
56. 1 2  Tobia, pp. 44-45.
57. ↑  Coppola, p. 27.
58. 1 2  Coppola, p. 45.
59. ↑   Sotterranei del Vittoriano, su romasotterranea.it. URL consultato il 24 febbraio 2018.
60. ↑  Coppola, pp. 40-41.
61. ↑  Coppola, pp. 45-76.
62. 1 2 3 4  Tobia, p. 46.
63. 1 2  Kostof, p. 58.
64. 1 2 3 4 5 6 7 8 9  Tobia, p. 49.
65. 1 2 3 4 5 6  Tobia, p. 60.
66. 1 2  Ugolini, p. 12.
67. 1 2 3 4 5  Agnew, p. 233.
68. 1 2  Levi, p. 321.
69. 1 2 3 4 5 6  Agnew, p. 231.
70. 1 2  Kostof, p. 12.
71. 1 2  Kostof, p. 18.
72. 1 2  Kostof, p. 20.
73. 1 2 3 4  Agnew, p. 235.
74. ↑  Agnew, pp. 229-230.
75. 1 2 3  Agnew, p. 230.
76. ↑  Kostof, p. 8.
77. ↑  Kostof, p. 30.
78. ↑  Agnew, p. 229.
79. 1 2  Coppola, p. 14.
80. ↑  Coppola, p. 35.
81. ↑  Kostof, pp. 21-22.
82. 1 2  Coppola, p. 40.
83. 1 2 3  Tobia, p. 35.
84. ↑  Coppola, p. 41.
85. 1 2  Kostof, p. 14.
86. ↑  Coppola, p. 43.
87. 1 2  Tobia, p. 44.
88. 1 2  Ugolini, pp. 11-12.
89. ↑  Coppola, p. 24.
90. 1 2  Coppola, pp. 27-28.
91. 1 2  Tobia, p. 52.
92. 1 2 3  Levi, p. 315.
93. ↑  Tobia, p. 50.
94. ↑  Tobia, pp. 50 e 52.
95. ↑   Vittoriano (Altare della Patria), su dailyroma.it. URL consultato il 20 febbraio 2018 (archiviato dall'url originale il 10 novembre 2016).
96. 1 2  Tobia, pp. 51-52.
97. ↑  Mola, p. 79.
98. ↑  Si riportano i collegamenti a un sito che ha pubblicato le foto del ricevimento:  Autorità in piedi, su olmeda.it. URL consultato il 1º gennaio 2018.;  Autorità sedute.jpg (immagine JPEG) (JPG), su olmeda.it. URL consultato il 1º gennaio 2018.;  Maestranze.jpg (immagine JPEG) (JPG), su olmeda.it. URL consultato il 1º gennaio 2018.
99. ↑  Guida rossa del TCI, volume Roma, edizione del 2004, p. 203.
100. ↑  Tobia, pp. 52-53.
101. 1 2 3 4  Tobia, p. 53.
102. 1 2 3 4 5 6  Ugolini, p. 7.
103. 1 2 3 4  Tobia, p. 47.
104. ↑  Coppola, p. 38.
105. 1 2 3 4 5 6  Coppola, p. 39.
106. ↑  Coppola, p. 16.
107. ↑  Tobia, p. 51.
108. 1 2 3  Tobia, p. 54.
109. 1 2 3 4 5  Tobia, pp. 54-55.
110. ↑  Levi, p. 316.
111. 1 2 3 4  Tobia, p. 56.
112. ↑  Tobia, p. 45; Guida rossa del TCI, volume Roma, edizione del 2004, p. 200;  Pasquale De Luca, La Primavera della Patria, edizione speciale de "La Patria degli Italiani", Buenos Aires, 1911,  p. 66.
113. 1 2 3  Tobia, p. 104.
114. 1 2 3  Tobia, p. 11.
115. ↑  La foto della cerimonia è visibile al seguente indirizzo:  Mediateca di Roma - Archivio dell'Istituto Luce, su mediatecaroma.archivioluce.com. URL consultato il 1º gennaio 2018.
116. ↑  Tobia, p. 13.
117. ↑  Tobia, p. 12.
118. 1 2 3  Tobia, p. 14.
119. 1 2 3 4 5 6 7 8 9 10   Milite Ignoto, in Enciclopedia Italiana, Roma, Istituto dell'Enciclopedia Italiana. URL consultato l'8 gennaio 2018..
120. ↑  Tobia, p. 72.
121. 1 2 3  Tobia, p. 73.
122. ↑  Tobia, p. 74.
123. ↑   26 ottobre del 1921: Maria Bergamas la mamma che scelse il "Milite Ignoto", su agenziacomunica.net. URL consultato il 30 gennaio 2018 (archiviato dall'url originale il 31 gennaio 2018).
124. ↑  Tobia, p. 76.
125. 1 2   Ministero della Difesa italiano, Il viaggio dell'eroe, su difesa.it. URL consultato il 1º febbraio 2016.
126. ↑   Da Versailles al milite ignoto. Rituali e retoriche della vittoria in Europa (1919-1921) di Alessandro Miniero, su books.google.it. URL consultato il 4 giugno 2017.
127. ↑   Il Vittoriano e piazza Venezia, su civitavecchia.portmobility.it. URL consultato il 6 giugno 2017.
128. ↑  Tobia, p. 80.
129. 1 2  Tobia, p. 75.
130. 1 2 3 4 5 6 7 8  Tobia, p. 85.
131. 1 2 3 4 5   Vittorio Vidotto, I luoghi del fascismo a Roma, su dprs.uniroma1.it. URL consultato il 5 gennaio 2018 (archiviato dall'url originale il 21 febbraio 2017).
132. ↑  Agnew, p. 237.
133. ↑  Levi, pp. 313-314.
134. ↑  Levi, pp. 321-322.
135. ↑   I 100 anni dell'Altare della Patria, monumento al Risorgimento, su roma.repubblica.it. URL consultato il 30 gennaio 2018.
136. ↑  Coppola, p. 20.
137. ↑   Via Del Teatro Di Marcello (1928), su romaierioggi.it. URL consultato il 30 gennaio 2018.
138. ↑   L'insula sul sito ufficiale della sovrintendenza di Roma, su sovraintendenzaroma.it. URL consultato il 9 marzo 2018.
139. 1 2 3  Guida rossa del TCI, volume Roma, edizione del 2004, p. 203
140. 1 2 3  Tobia, p. 101.
141. ↑  Tobia, pp. 102-103.
142. 1 2 3 4  Tobia, p. 103.
143. 1 2  Tobia, p. 102.
144. ↑   Cronologia del Vittoriano, su altaredellapatriacentenario.it. URL consultato il 5 giugno 2018.
145. ↑   Il Sacrario delle Bandiere al Vittoriano, su marina.difesa.it. URL consultato il 16 gennaio 2017.
146. 1 2 3 4 5  Ugolini, p. 10.
147. ↑  Tobia, p. 87.
148. ↑  Tobia, pp. 87-88.
149. ↑  Agnew, p. 234.
150. 1 2  Agnew, p. 236.
151. 1 2 3 4 5 6 7  Tobia, p. 89.
152. ↑  Kostof, p. 25.
153. ↑  Kostof, p. 26.
154. ↑  Kostof, p. 19.
155. ↑  Kostof, p. 21.
156. 1 2  Tobia, p. 96.
157. ↑  Kostof, p. 10.
158. 1 2 3 4  Tobia, p. 93.
159. ↑  Tobia, p. 95.
160. ↑  Kostof, p. 24.
161. ↑  Kostof, p. 38.
162. ↑  Kostof, p. 39.
163. ↑  Tobia, p. 90.
164. ↑  Kostof, p. 22.
165. 1 2  Tobia, p. 91.
166. ↑  Tobia, pp. 92-93.
167. ↑  Tobia, pp. 103-104.
168. ↑  Tobia, pp. 100-101.
169. 1 2  Tobia, p. 105.
170. 1 2 3   Fascismo, in Treccani.it – Enciclopedie on line, Roma, Istituto dell'Enciclopedia Italiana. URL consultato il 30 gennaio 2018..
171. 1 2   Cassibile, armistizio di, in Dizionario di storia, Roma, Istituto dell'Enciclopedia Italiana, 2010. URL consultato il 30 gennaio 2018..
172. 1 2 3 4 5 6  Tobia, p. 111.
173. 1 2 3 4 5 6  Tobia, p. 112.
174. ↑   Piero Ignazi, L'estrema destra in Europa, Bologna, Il Mulino, 2000,  p. 255.
175. ↑   Paul Hainsworth, The extreme right in Western Europe, Londra e New York, Routledge, 2008,  p. 29, ISBN 978-0-415-17097-0.
176. ↑   Cas Mudde, The Ideology of the Extreme Right, in Manchester University Press, Manchester, 2000, ISBN 0-7190-6446-5.
177. 1 2  Tobia, p. 113.
178. 1 2  Tobia, p. 114.
179. ↑   Museo centrale del Risorgimento - Complesso del Vittoriano, su romartguide.it. URL consultato il 2 marzo 2016.
180. 1 2 3 4 5 6  Tobia, p. 115.
181. ↑  Coppola, p. 9.
182. 1 2 3  Tobia, p. 116.
183. 1 2 3 4 5 6 7 8  Ridolfi, p. 169.
184. ↑  Tobia, p. 70.
185. ↑   Claudio Rendina, Quel brindisi del sindaco dentro il ventre del cavallo, in la Repubblica, 2 giugno 2002.
186. ↑   Matteo Troilo, I 100 anni del Vittoriano. Da luogo della memoria a luogo turistico, in Storicamente, 7, art. 43, Bologna, Università di Bologna, dicembre 2011.
187. ↑  Tobia, pp. 117-118.
188. ↑  Tobia, p. 119.
189. 1 2 3 4 5 6 7  Agnew, p. 238.
190. 1 2 3 4 5  Tobia, p. 117.
191. 1 2   Puntata di "Il tempo e la storia" su Il Canto degli Italiani, su raistoria.rai.it:80. URL consultato il 1º marzo 2017.
192. ↑   Paolo Paluffo, La riscoperta della Patria: Perché il 150° dell'Unità d'Italia è stato un successo, Biblioteca Universale Rizzoli.
193. ↑   Il sito ufficiale della Presidenza della repubblica, su quirinale.it. URL consultato il 1º gennaio 2018 (archiviato dall'url originale il 21 maggio 2014).
194. ↑   Il sito ufficiale della Presidenza della repubblica, su quirinale.it. URL consultato il 1º gennaio 2018 (archiviato dall'url originale il 21 maggio 2014).
195. 1 2   Risale al Settecento il connubio fra il Lotto e i grandi artisti, su liberoquotidiano.it. URL consultato il 1º gennaio 2018 (archiviato dall'url originale il 3 gennaio 2018).
196. ↑   Il sito ufficiale della Presidenza della Repubblica, su quirinale.it. URL consultato il 1º gennaio 2018 (archiviato dall'url originale il 29 novembre 2014).
197. ↑   Il sito ufficiale della Presidenza della Repubblica, su quirinale.it. URL consultato il 25 febbraio 2018.
198. ↑  Tobia, pp. 40-41.
199. ↑  Tobia, p. 41.
200. ↑  Coppola, p. 7.
201. ↑  Cfr. DPCM 2 dicembre 2019, n. 169.